# Перський живопис

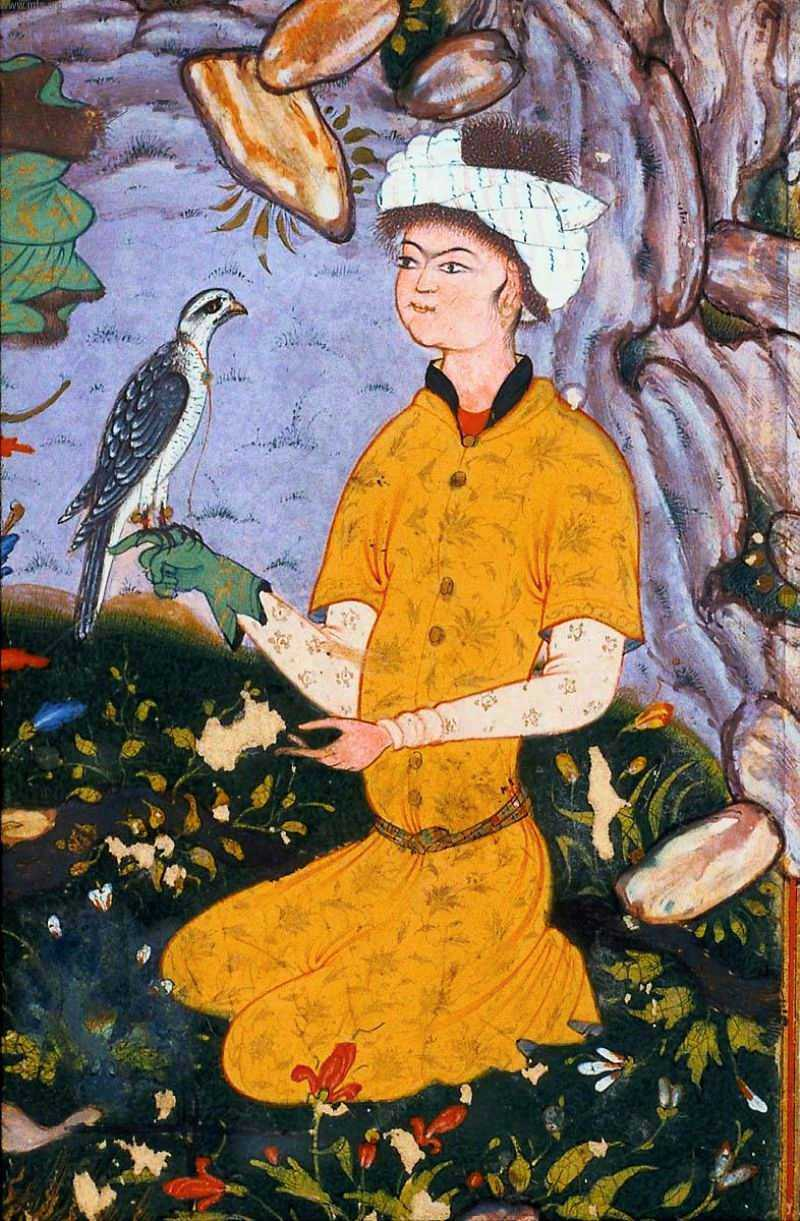
Мірза Алі. «Мисливський привал», деталь: Сокольничий. мініатюра. 1575 Бостон, Музей витончених мистецтв.

Перський живопис (або «класичний перський живопис») — живопис Ірану та країн, що входили у сферу його культурного впливу з XIII по XX століття.

## Вступ
До моменту завоювання Персії арабами в VII–VIII століттях, історія перської імперії налічувала вже понад тисячу років. Колосальний культурний багаж, накопичений народами Ірану за багато століть правління Ахеменідів, парфянських царів і Сасанідів, підкорив своїм багатством і різноманітністю арабів-завойовників, які ісламізували Іран. Це дозволило деяким дослідникам перського мистецтва вважати, що не іслам завоював Персію, але Персія завоювала іслам. До арабського завоювання високорозвинена перська культура включала оригінальну архітектуру і скульптуру, литво, вишукані вироби з металу (кування і карбування) і, зрозуміло, живопис.
Перський живопис є стійкою багатовіковою художньою традицією, зі своїми правилами й мальовничими принципами. Більшість вчених вважає, що головним внеском перських художників у світове образотворче мистецтво є живопис мініатюри, що існувала в Персії з XIII по XIX століття.
Поява перської книжкової мініатюри зазвичай пов'язується з необхідністю створення простого візуального аналога тексту, який посилював би враження від прочитаного (передбачається, що сасанідські стінні розписи в Пенджікенте теж були ілюстраціями епосу, який в цих кімнатах декламували). Однак досить скоро книжкова ілюстрація перестала бути прямим аналогом тексту, зажила самостійним життям, і художники стали включати в мініатюри деталі, яких у текстах не було. З часом перськими художниками була вироблена дивовижна мальовнича система, в якій переважало витончене декоративне почуття, а твори являли собою зразок розуміння того, як на плоскій поверхні можна об'єднати колір і форми для створення єдиного ритмічного цілого. Перська мініатюра являла собою ілюстрації до книг і, в цьому сенсі, нічим не відрізнялася від середньовічного європейського живопису, який, по суті, і за рідкісним винятком аж до кінця XV століття являв собою набір ілюстрацій різного формату до однієї-єдиної книги— Біблії. Відмінність перського живопису XIII—XV століть від європейського полягає в тому, що перські художники пішли далеко вперед у свободі від релігійного догматизму, і їхнє мистецтво носило незмірно більш світський характер, ніж пронизане релігійністю мистецтво Європи.

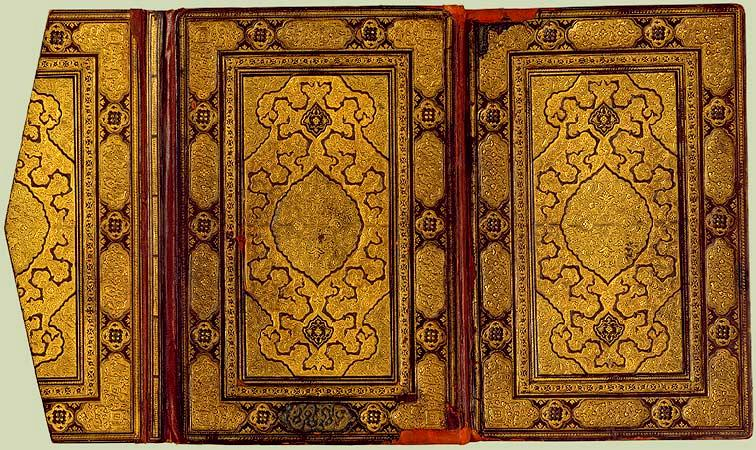
Книжкова обкладинка. Ісфахан, ок. 1600 Тиснена шкіра, золото. Музей Метрополітен, Нью-Йорк.

Перська мініатюра показує ідеалізоване життя й ідеалізованих героїв. Попри європейський вплив, що проявився з XVII століття, перські художники-мініатюристи не вважали за потрібне використовувати прийоми, що трансформують двомірну площину в тривимірну ілюзію. Ймовірно, подібний візуальний трюк здавався їм спочатку нечесним. Перська мініатюра— мистецтво красиве, комфортне, не робить замах на внутрішній світ глядача. До XIX століття персонажі на перських мініатюрах ніколи не дивляться глядачеві прямо в очі. З великою часткою впевненості можна стверджувати, що все багатство перської культури з блиском проявилося в першу чергу саме в живописі. Центрами виробництва мальовничій продукції були царські бібліотеки (кітабхане), в яких розміщувалися не тільки книгосховища, а й майстерні з цілим набором різних фахівців, для виробництва манускриптів. До XVIII століття перські художники писали виключно водяними фарбами. З проникненням в Іран європейської культури стали розвиватися європейські жанри живопису, а в побут увійшли полотно й олійні фарби.

## Папір

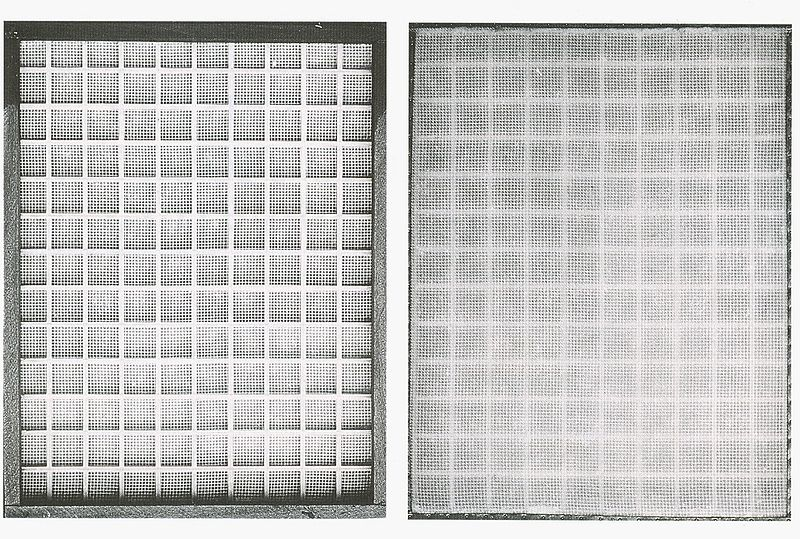
Лотки для виготовлення паперу

Згідно з традицією, папір був винайдений у Китаї в 105 році н. е. Виготовлена з волокон тутового дерева, молодих пагонів бамбука і дрантя, китайський папір поставлявся далеко на захід, аж до Туркестану. Проте ні араби, ні перси про нього нічого не знали до битви при Кангли в 751 році (місто між Самаркандом і Ташкентом). Після здобуття технологічних секретів, отриманих у китайського виробника паперу з Кангли, перше в ісламському світі виробництво паперу було відкрито в Самарканді, а потім друге в 794 році в Багдаді. Переваги використання паперу гідно були оцінені аббасидським халіфом Гарун аль-Рашидом (правив у 786–809 роках) і його міністрами. До тих пір араби користувалися папірусом, який вироблявся виключно в Єгипті, а для книг і документів— пергаменом. До 1000 року виробництво паперу було розгорнуто у всіх великих ісламських центрах, від Самарканда до Валенсії, однак Самарканд ще довго зберігав репутацію найкращого виробника.
Перський папір виготовлялася з волокон льону, іноді з додаванням волокон конопель. Після сортування і розплутування клаптиків, льон чесали, а потім замочували у вапняній воді, ретельно перемішували, потім діставали і сушили на сонці. Після кількаразового повторення цієї процедури лляну масу промивали у чистій воді, після чого її товкли в ступі або пропускали через млинові жорна, поки вона не перетворювалася на кашку. Щоб надати цій масі форму листа, майстер занурював у посудину з нею дерев'яний лоток, дно якого являло собою сито, сплетене з сушеної тростини або кінського волоса, і, зачерпнувши пульпу, діставав лоток. Потім розрівнював в'язку масу; вода стікала, пульпа висихала і ставала щільною як фетр. Після сушки папір замочували в яєчний білок або розчин крохмалю для того, щоб вирівняти поверхню. Після цього виготовлювач паперу, або каліграф додатково полірували її за допомогою каменю або шматочка скла, щоб остаточно прибрати нерівності.

## Фарби

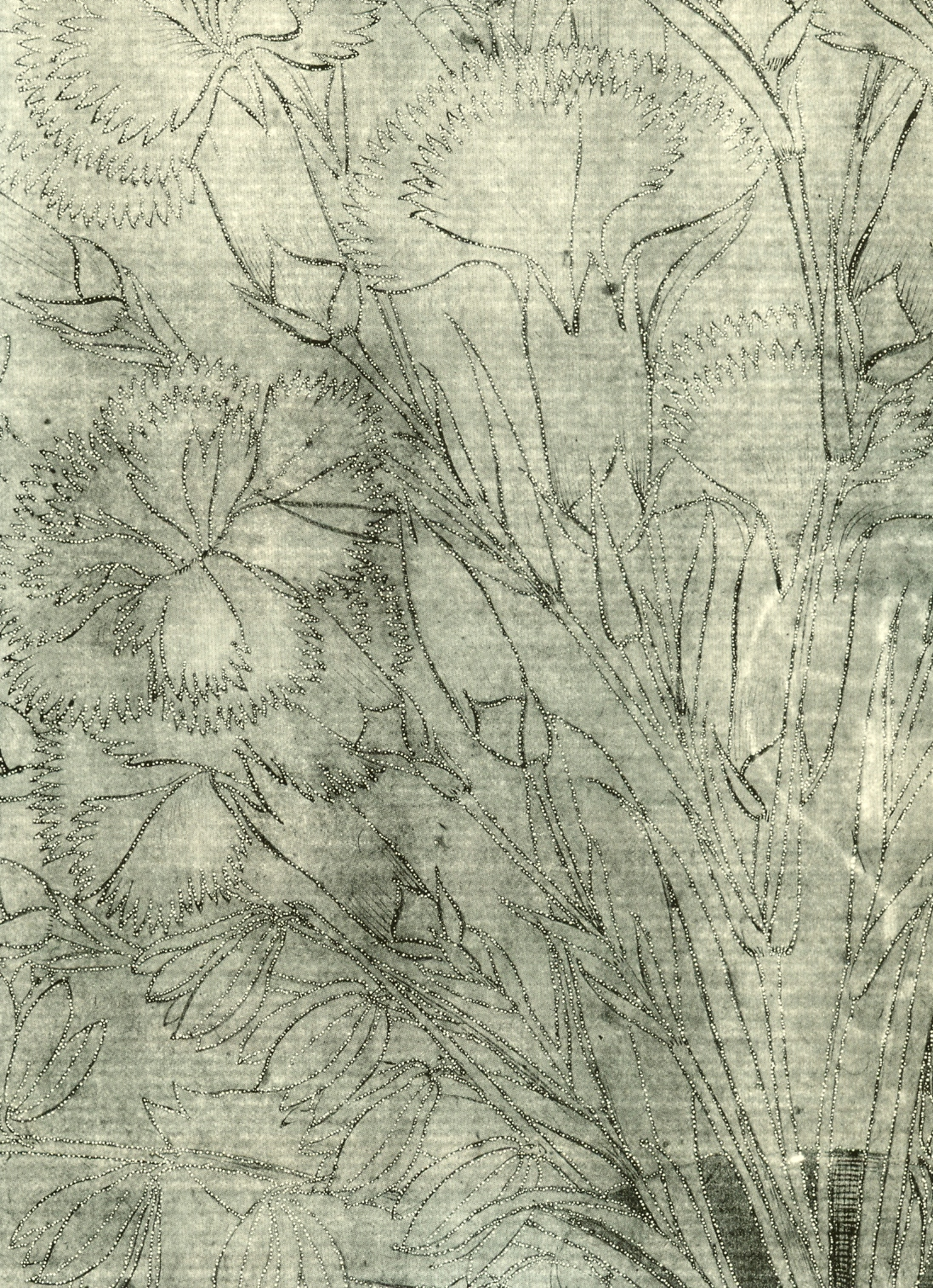
Трафарет для копіювання мініатюри

Перські художники користувалися фарбами мінерального, неорганічного (штучного), і органічного походження. Мінеральні— це золото, срібло і ляпіс-лазур, що є основою синього ультрамарину, шматочки якого розтирали і промивали у воді. Подібним же чином витягували яскравий вермільйон з природної кіноварі, жовтий— з сірчаного миш'яку, і зелений з малахіту. Вибір тих чи інших пігментів диктувався ціною на них, їх наявністю і т. д. Іноді одні пігменти замінялися на інші. Замість ляпіс-лазуру використовувався індиго, барвник рослинного походження, з якого готувалася темно-синя фарба; а з азуриту— мідного карбонату, який руйнував папір, витягувався блідо-блакитний пігмент. Набагато частіше замість малахіту використовувалася яр-мідянка, дуже їдкий і руйнівний зелений пігмент, який добували, занурюючи мідні пластини в оцет, а потім закопуючи на місяць в яму. Існувало і безліч альтернатив дорогої кіноварі. Ртуть і сірка, розігріті на вогні, перетворювалися в вермільйон, а яскравий оранжево-червоний колір на багатьох перських мініатюрах приготований зі свинцевого сурику. Незважаючи на небезпеку свинцевого отруєння, свинцевий сурик, і споріднені йому свинцеві білила, що готувалися шляхом обробки свинцю оцтом, використовувалися до XVII століття. Серед інших корисних пігментів використовувався червоно-коричневий окис заліза, кармін, який отримують із кермесового червця, і кілька пігментів рослинного походження, джерело яких визначити неможливо. Універсальним джерелом чорного кольору було деревне вугілля, яке кип'ятили, змішавши з чорнильним горішком, щоб отримати туш.
Деякі їдкі пігменти з часом руйнували папір, тому навіть ті мініатюри, що зберігалися в хороших умовах, були ними зіпсовані.

## Пензель

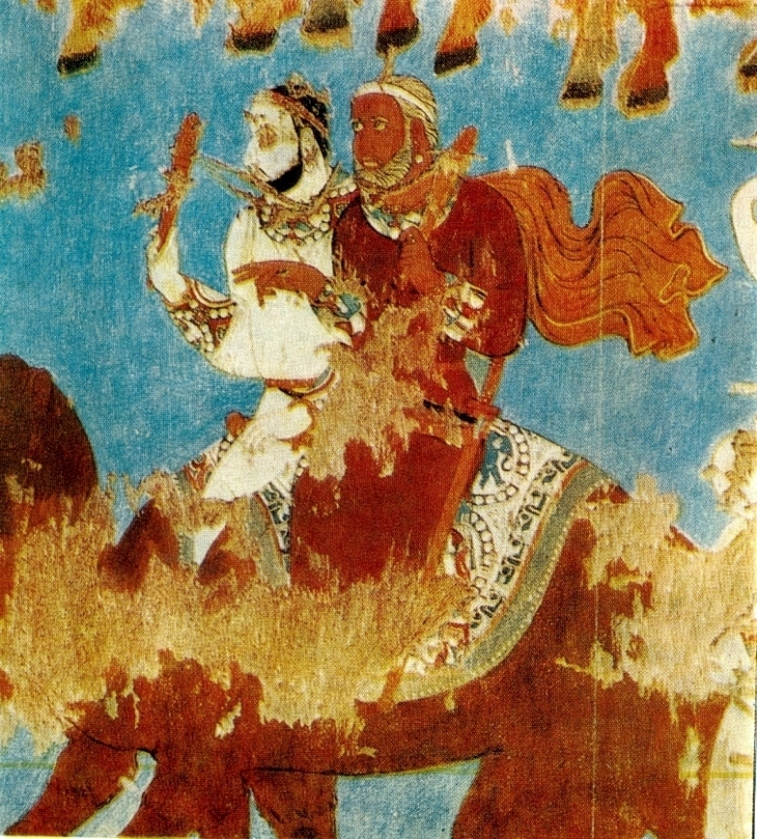
Фрагмент стінного розпису палацу на Афрасіабі. VII—VIII ст.

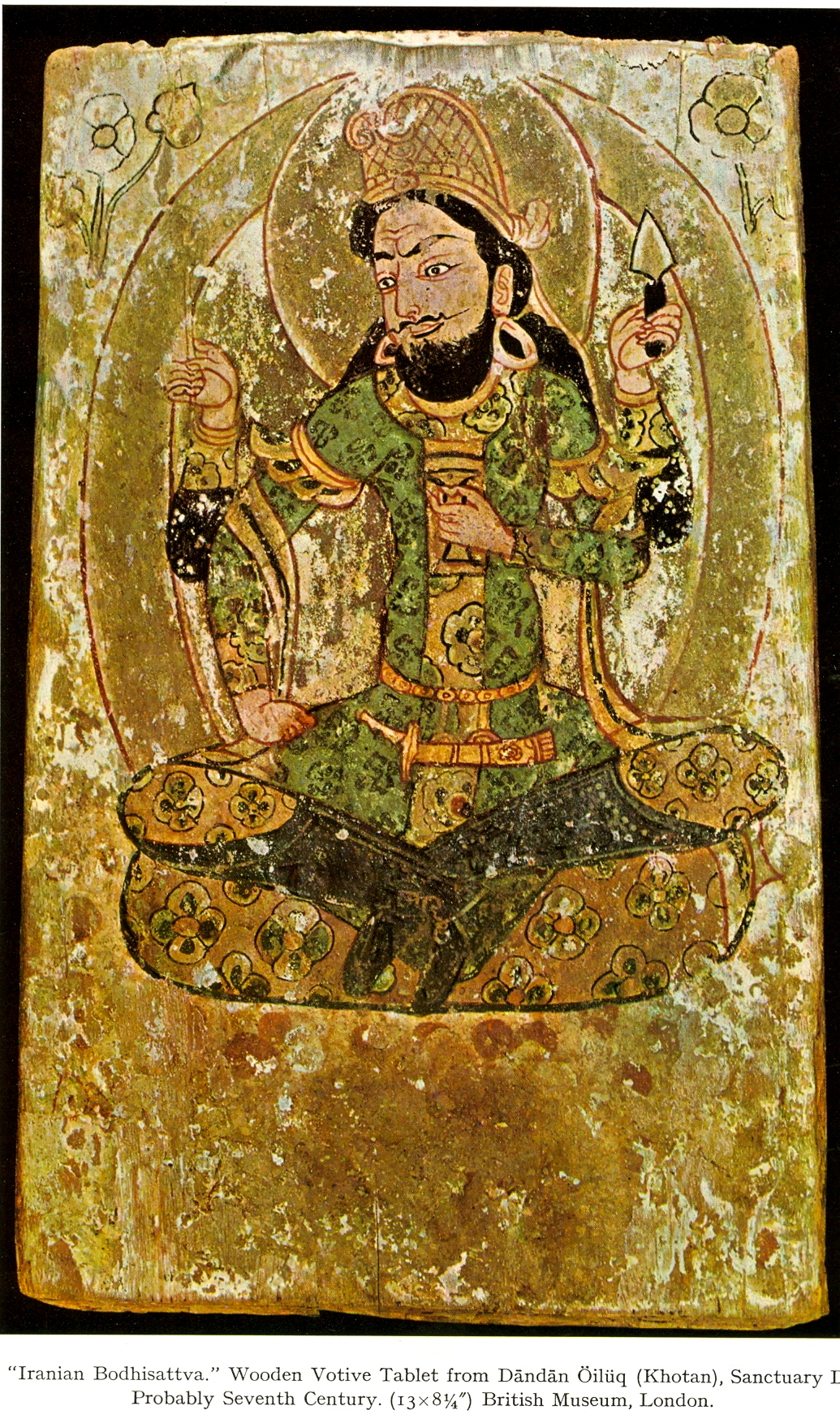
«Іранський бодісаттва» VII століття. Живопис по дереву. Лондон, Британський музей.

Згідно Садік Беку, автору трактату «Канон зображень», написаного наприкінці XVI століття, найбільш відповідним для пензля було хутро хвоста білки. Довгу шерсть перської кішки також любили  художники. Розсортувавши шерсть по довжині, художник брав волоски тільки однакової довжини, перев'язував їх ниткою, і протягував крізь стовбур пташиного пера, витягнувши з вузького кінця. Пензлі були дуже різноманітними: від товстих до найтонших.
Перський живопис мав традиційний характер, тому в ньому часто використовувалися трафарети. Для цього брався будь-який визнаний зразок мініатюри, з якого виготовлявся трафарет: контури малюнка проколювалися голкою, після чого він накладався на чистий аркуш, художник брав мішечок з подрібненим вугіллям і тряс його над трафаретом. Таким чином, контури переносилися на новий лист. Потім майстер обводив їх пензлем і розфарбовував. Перед розфарбуванням обов'язково накладався ґрунт, крізь який контури були ледь видні.
У великих (шахського рівня) кітабхане, окрім художників і каліграфів, працювало безліч інших фахівців. Був глава всього проєкту, який повинен був вирішувати, які епізоди твору слід проілюструвати. Якщо поля сторінок повинні покрити декоративні золоті бризки — це завдання виконував спеціальний майстер, поки папір був ще вологим. Каліграф писав текст, залишаючи місце для ілюстрацій. Художники приступали до своєї роботи слідом за позолотниками й ілюмінаторами. Після того, як книга була готова, її зшивали і переплітали. Обкладинки робили з тисненої шкіри, вкритої візерунками, а в XV–XVI століттях — і різьбленням. Але приблизно в цей же час в моду стали входити лаковані обкладинки. Перські манускрипти були дуже дорогими творами мистецтва, в які вкладалася довга праця цілого колективу.

## Доісламський іранський живопис

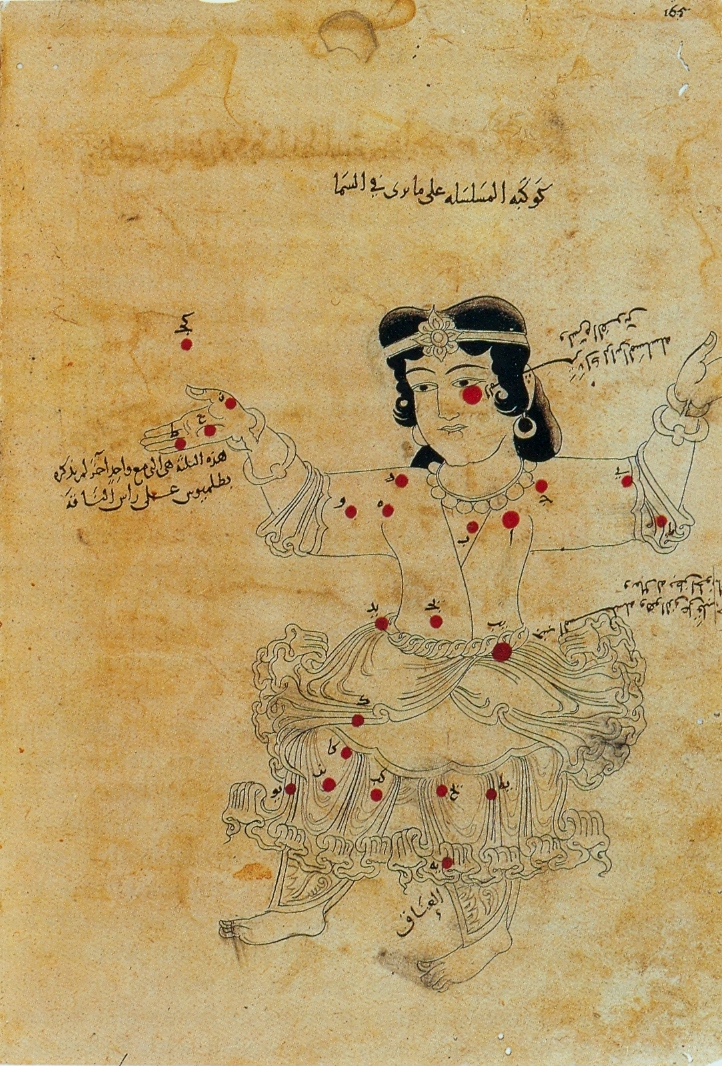
Лист з трактату ас-Суфі від 1009-10г. Бодлеянська бібліотека, Оксфорд.

Тематика живопису до певної міри була обумовлена перською образотворчою традицією попередніх століть. Це стосується в першу чергу настільки улюблених в Ірані в усі часи зображень мисливських сцен, які відомі з часів Ахеменідів. Приклади доісламського іранського живопису, які дійшли до наших днів, дуже рідкісні. В основному це твори створені на східних окраїнах перського світу — рідкісний живопис по дереву і стінні розписи з Пенджікента. Найраніша перська ілюстрована книга — астрономічний трактат Абд ар-Рахмана ас-Суфі, переписаний в 1009-10 роках (Бодлеянська бібліотека, Оксфорд), проте його ілюстрації, що зображують сузір'я, мають пояснювальне значення і є скоріше підсвіченими малюнками, ніж мініатюрами.
Єдиним створеним до монгольського завоювання перським манускриптом, який ілюстрований повноцінними слайдами, є «Варка і Гольша», який датується серединою XIII століття. Цей рукопис любовного роману, написаного Айюкі (XI століття), прикрашений сімдесят однією мініатюрою, зберігається в музеї Топкапі Сарай, в Стамбулі. Манускрипт є єдиним прикладом перської художньої традиції, що тривала і далі, незважаючи на потужний китайський вплив, якому вона піддалася під час правління монголів. З XIII століття починається те, що можна вважати наступністю художніх прийомів і принципів, а це дозволяє говорити про перський живопис, як про сталий багатовіковий феномен, що пустив коріння в декількох азійських регіонах і має кілька стилістичних відгалужень.
Традиційно перський живопис, як і все ісламське мистецтво, ділиться на періоди, відповідні правлінню тієї чи іншої династії.

## XIV століття. Ільхани

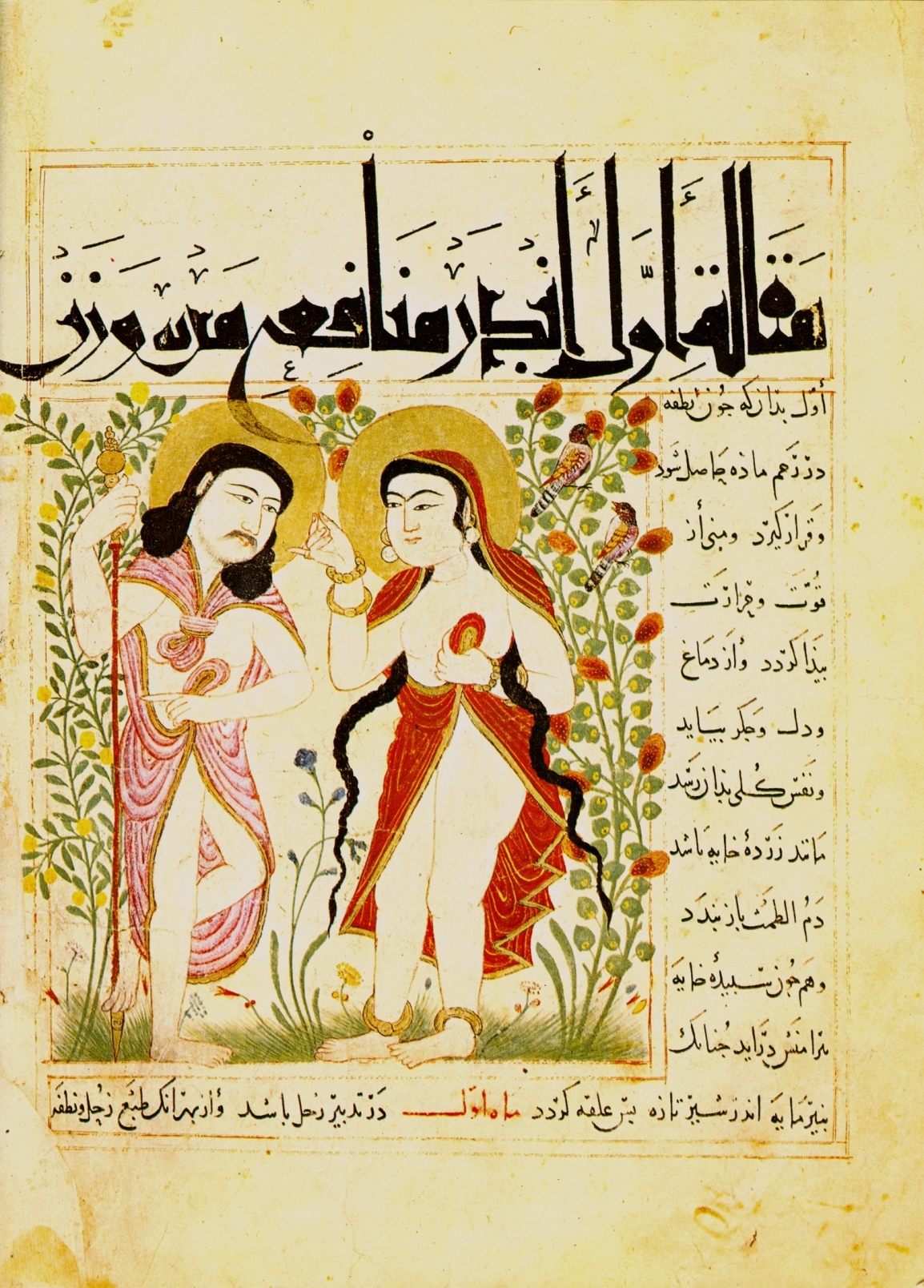
Адам і Єва. Мініатюра. «Манафов аль Хайаван» Ібн Бахтішу. Марага, 1294-99гг. Бібліотека Моргана, Нью-Йорк.

Монгольське завоювання в XIII столітті безповоротно змінило хід іранської історії. Воно проходило двома хвилями. У 1220-х роках війська Чингізхана повністю зруйнували життя і добробут північного сходу Ірану. У 1250-х роках армія під командуванням Хулагу завершила завоювання територій Хорезмшаха і зупинилася тільки в далекій Палестині після битви при Айн Джалуті в 1260 році. Захопивши Багдад і стративши останнього багдадського халіфа (1258), Хулагу сконцентрував у своїх руках владу над Іраком, історичним Іраном і більшою частиною Анатолії. Своєю столицею він зробив місто Марагі на північному заході Ірану (потім столиця була перенесена в Тебріз) і заснував династію Ільханів (тобто молодших ханів), що номінально підкорялася Великому хану Хубілаю, правителю Китаю та Монголії.
Перші десятиліття правління монголів відрізнялися дикістю і грабіжництвом, населення обкладалося непомірними податками, і до 1295, коли до влади в Ірані прийшов Газа-хан, іранська економіка лежала в руїнах. Прийнявши іслам ще до вступу на трон, Газа-хан провів урядову реформу та доклав зусиль для відродження країни. Було відрегульовано оподаткування, поліпшено поштову систему, налагоджено державне карбування монети, стандартизовано систему мір і ваги та відновлено безпеку на дорогах. До своєї смерті в 1304 році Газа-хан зміг приборкати найбільш руйнівні тенденції. Його обдарований візир Рашид ад-Дін, який був ініціатором цих реформ, залишався на службі і після смерті хана. Цей міністр був покровителем наук і мистецтв, утримував велику бібліотеку і майстерню з виробництва манускриптів. Після Газа-хана трон успадковував його зведений брат Олджейту (1304—1316). Цілком ймовірно він, як міг, підтримував, але недостатньо зміцнював державну систему. Після смерті Газа-хана до влади прийшов його одинадцятирічний син Абу Саїд, який через малолітство не міг зупинити боротьбу за владу між своїми вельможами.

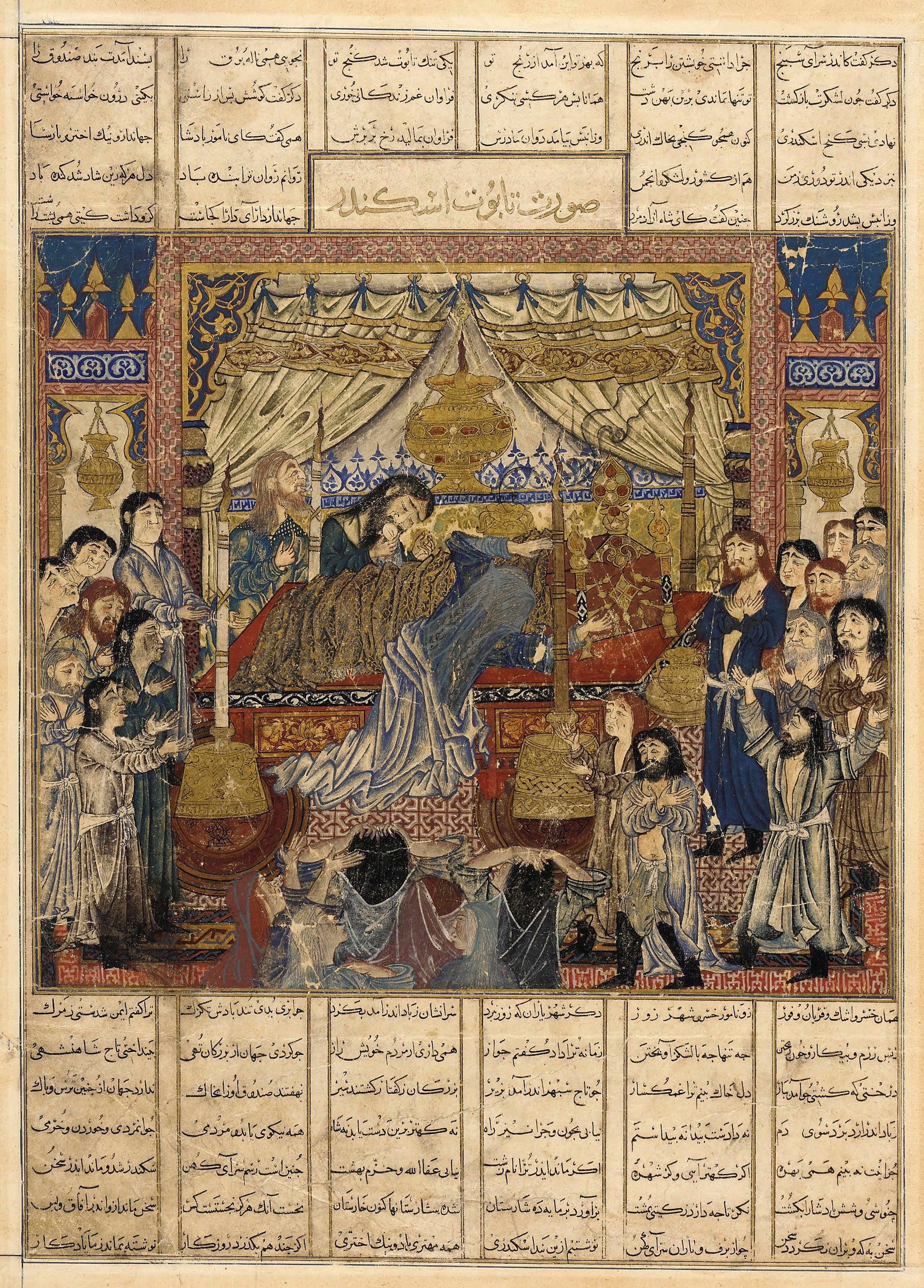
Оплакування Іскандера. Мініатюра. «Шахнаме Демотт», 1328—1336 рр. Галерея Фрір, Вашингтон.

У результаті цих заворушень Рашид ад-Дін був страчений, а його бібліотека розграбована. До 1327, коли Абу Саїд взяв на себе всю повноту влади, в Ірані боротьбу за гегемонію продовжували два клани монгольської знаті — Чобаніди і Джалаіріди. Останні 8 років правління Абу Саїда відрізнялися стабільністю і розсудливим правлінням його візира, Гійас ад-Діна, одного з синів Рашид ад-Діна. Однак після смерті хана центральна влада остаточно ослабла, боротьбу вели кілька вельмож, жоден з яких не міг перемогти інших. У підсумку Джалаіріди, Інджуіди, а потім Музаффаріди панували на заході та півдні Ірану, в той час як, Сарбадари і Курти підпорядкували собі північ і схід (Хорасан). Так тривало з 1330-х років до тих пір, поки наприкінці XIV століття в Іран не вторгся Тимур.
Судячи з усього, монголи привезли з собою в Іран китайських художників, оскільки китайський вплив у перський живопис цього періоду особливо помітний по типажу осіб та одягу, а також інтересу до простору, на відміну від площинної, декоративної концепції мініатюр манускрипту «Варка і Гольша». Китайський живопис до XIII століття пройшов майже тисячолітній шлях розвитку, напрацювавши за ці століття безліч різних художніх прийомів. Ранні твори ільханскої мініатюри дуже еклектичні, в них видно запозичення з китайського та арабського живопису, вільно об'єднані в рамках одного проєкту. Одним з найбільш ранніх ільханських манускриптів є «Манафов аль Хайаван» («Бестіарій») Ібн Бахтішу, створений у 1297 або 1299 в Мараге. Це переклад трактату з арабської мови на перську, виконаний за повелінням Газа-хана. У ньому 94 ілюстрації, в яких поєднані елементи арабської книжкової мініатюри XIII століття, мотивів перської кераміки, і новітніх віянь китайського живопису. Наприклад, дерева зображені в характерній південно-сунській манері — за допомогою експресіоністичних мазків і розмивів туші.

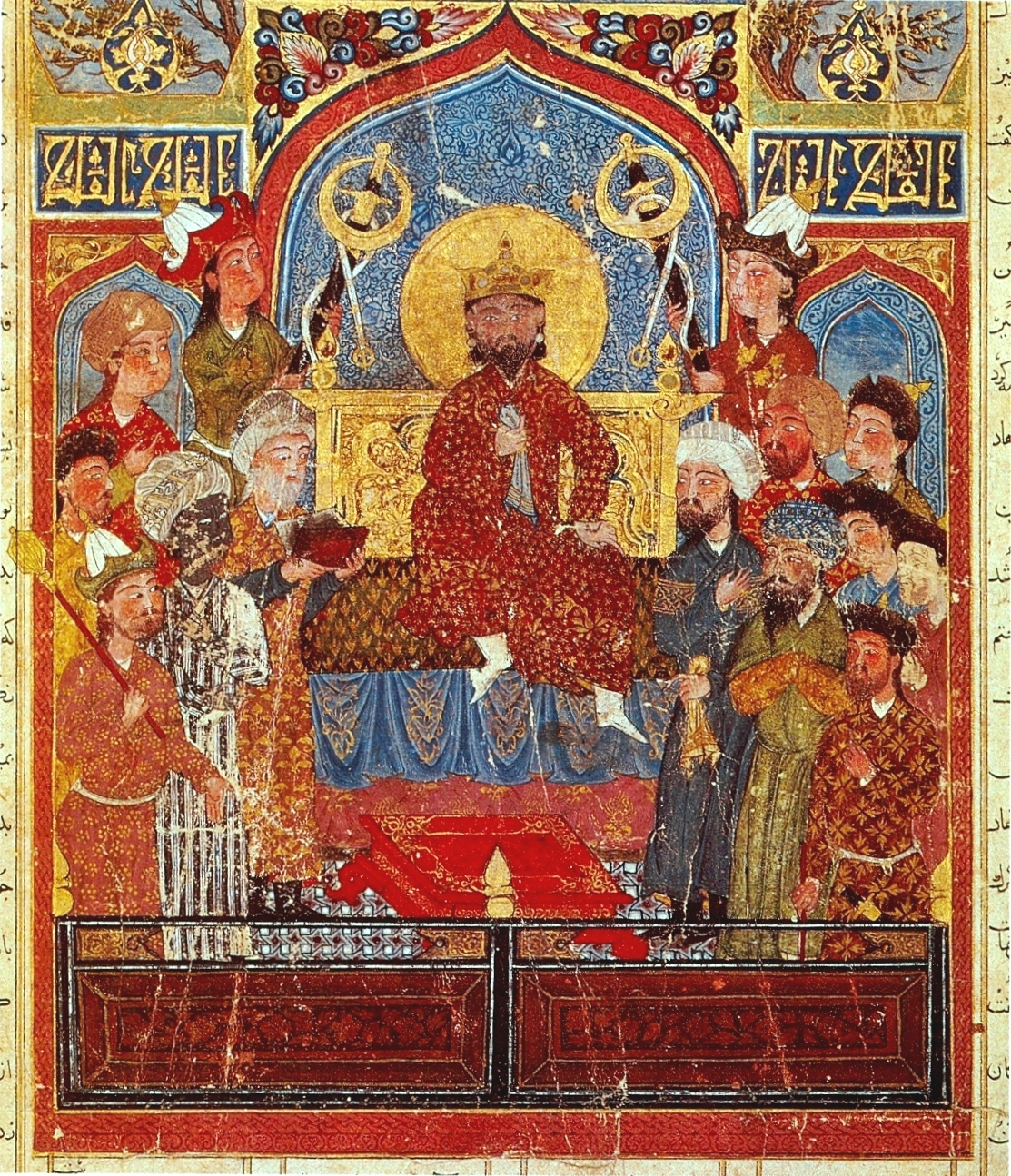
Іскандер на троні. Мініатюра. «Шахнаме Демотт». ок. 1335 Лувр, Париж.

Крім ханської кітабхане, в XIV столітті в Ірані існували майстерні, що випускали манускрипти для менш вимогливої публіки. Такі майстерні були майже у всіх великих містах ільханату. Сьогодні відомі, щонайменше, три різних списки «Шахнаме», які приписують то майстерням Шираза, то майстерням Тебріза, і датують з 1300 по 1340 роки. Вони невеликого формату, в них не застосовується золото, а манера живопису грубувата. Однак художники там достатньо вільні, щоб виносити ілюстрації на поля сторінки. Це найраніші відомі сьогодні ілюстровані списки «Шахнаме».
Найбільшими творіннями ільханських художників є два манускрипти — «Джамі ат-Таваре», і так званий «Шахнаме» Демотт.
«Джамі ат-Таваре» (Збори хронік) було написано ученим візиром Рашид ад-Діном за розпорядженням Газа-хана. Це книга про світову історію, яку в розкішно оформленому вигляді передбачалося видавати двома (перською та арабською) мовами, і поставляти по примірнику в усі найбільші міста ільханату, для насадження потрібної ідеології. У візира Рашид ад-Діна на околиці Тебріза був цілий квартал «Рашидія», в якому розміщувалися кітабхане, і близько двохсот двадцяти вчених, каліграфів, художників і т. д., які брали участь у проєкті. Упродовж життя Рашид ад-Діна було створено понад 20 копій, проте до наших днів дійшло тільки два фрагменти цієї книги— один зберігається в Единбурзькій університетській бібліотеці, другий у збірках Нассера Д. Халілі в Лондоні. Мініатюри в цьому манускрипті витримані в манері монгольського придворного живопису, сформованій на той час; горизонтальний формат мініатюр нагадує китайські мальовничі сувої. Тематика їх демонструє дивовижне розмаїття, від зображень Будди й китайських імператорів, до завойовницьких походів арабів.

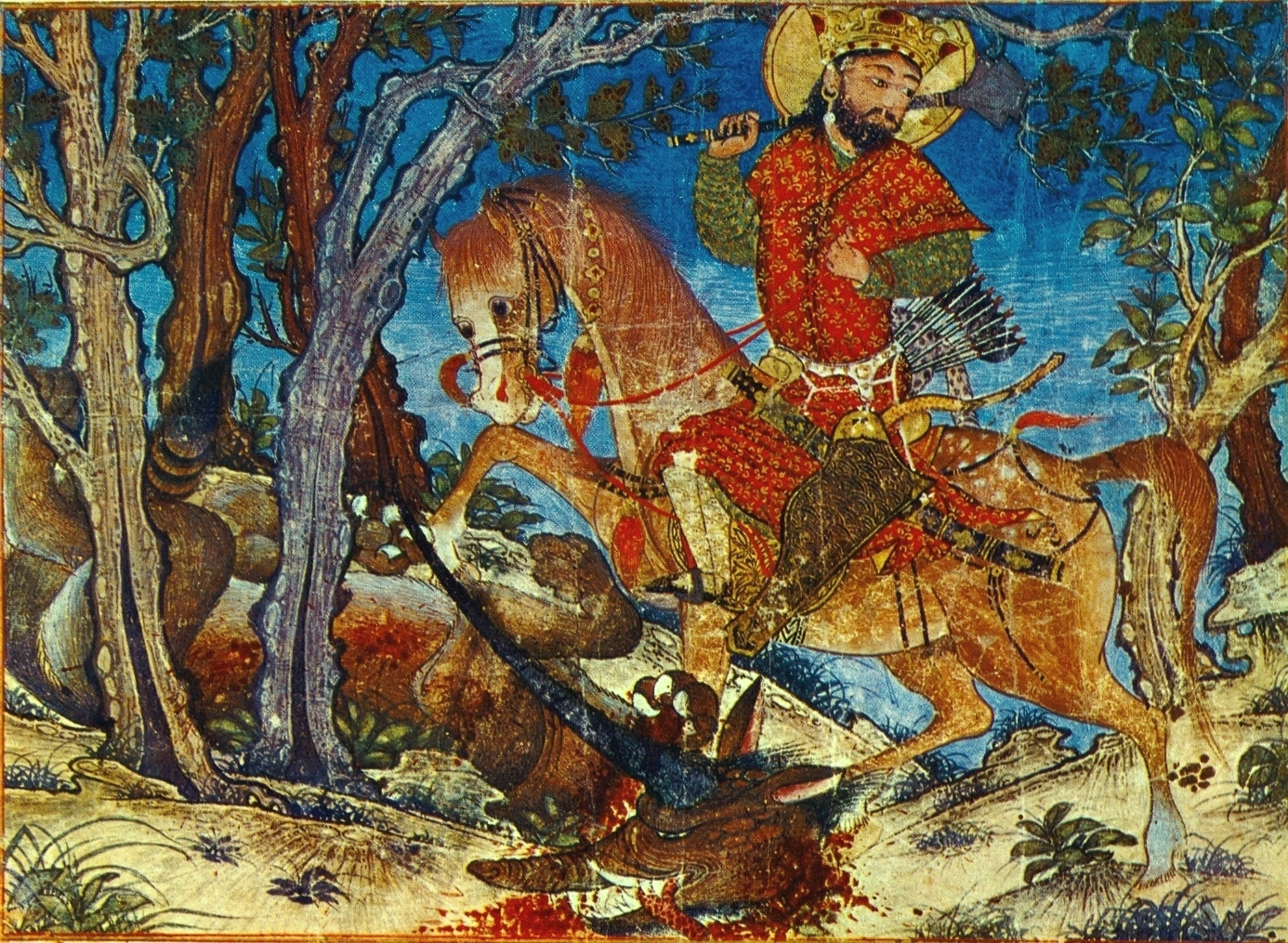
Бахрам Гур, який убив вовка. Мініатюра. «Шахнаме Демотт» 1328-36гг. Кембридж, Музей Фогга.

«Шахнаме» Демотт (манускрипт названий так на ім'я торговця, який його розшив і розпродав листи окремо)— це чудово проілюстрований твір Фірдоусі, що тривалий час викликає суперечки в науковому середовищі відносно свого датування. Більшість вважає, що манускрипт був створений у кінці правління Абу Саїда, тобто в 1330-х роках. Мініатюрам притаманна еклектичність, але разом із тим висока художня майстерність і емоційна насиченість. Останнє особливо проявляється у трагічних сценах, яких досить багато в безсмертному творінні Фірдоусі. Окремі аркуші книги зберігаються в кількох музеях та приватних зібраннях.
Від часів ільханату дійшли перші імена перських художників. Дуст Мухаммад, учений, каліграф і художник XVI століття, у своєму трактаті від 1544-1545 рр. повідомляє про майстра Ахмад Мусі, який «зняв завісу з обличчя зображення» і створив «зображення, яке тепер у вжитку». Його учнями автор трактату називає Даулат Яру і Шамс ад-Діна. Монгольський період був дуже важливим для становлення перського класичного живопису. Змішання перських, китайських, арабських і візантійських елементів, незважаючи на явно еклектичні результати, проклало шлях до більш тонкого мальовничого синтезу кінця XIV століття.

## Інджуіди

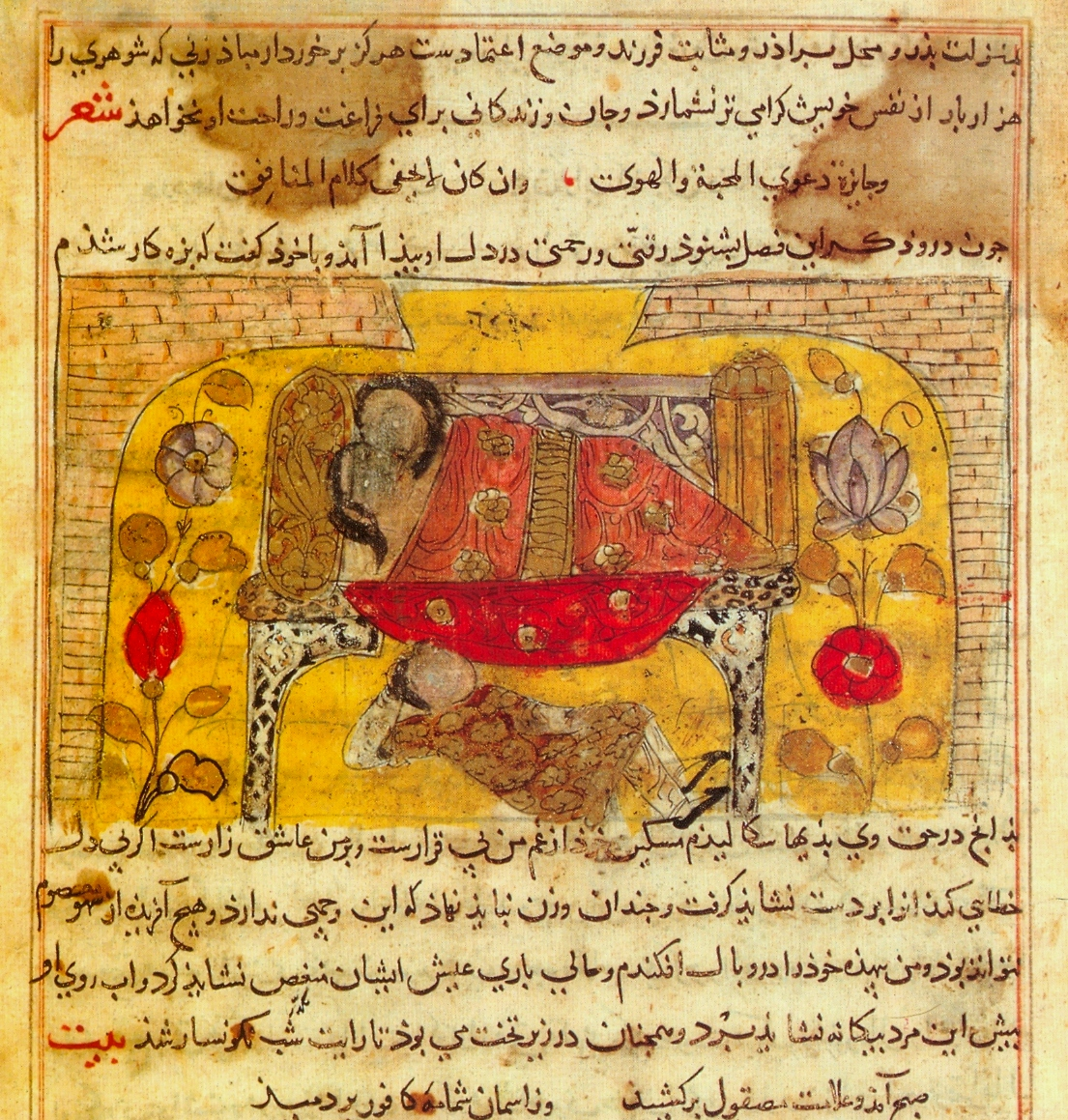
Тесляр Сарандіб, його невірна дружина й її коханець. «Калила і Димна» Наср Аллаха. Шираз. 1333 Британський музей, Лондон.

В іранській історії досить часто бувало так, що простий провінційний губернатор, призначений султаном, прибирав до рук всю регіональну владу, і ставав засновником місцевої, напівавтономної династії. Інджуіди були якраз такою династією, що правила в Фарсі (південний захід Ірану) з 1303 до 1357 рік. Центром цього регіону було місто Шираз, де існувала майстерня з виробництва манускриптів.
Від правління інджуітів до наших днів дійшли дві ілюстрації з втраченого рукопису «Калила і Димна» (1333) і також список «Шахнаме» від 1341. Їх мініатюри демонструють набагато більш провінційну якість у порівнянні з продукцією столичних майстерень, але водночас більш послідовне збереження перської декоративної традиції, яка, судячи з усього, незважаючи на китайський вплив, продовжувала існувати поза столицею. На мініатюрі з рукопису «Калила і Димна» із зображенням сюжету про невірну дружину, можна бачити нереально великі квіти по боках. Ця особливість є свідченням прагнення прикрасити, тобто підсилити декоративність мініатюри на шкоду реалістичному відображенню.

## Музаффаріди

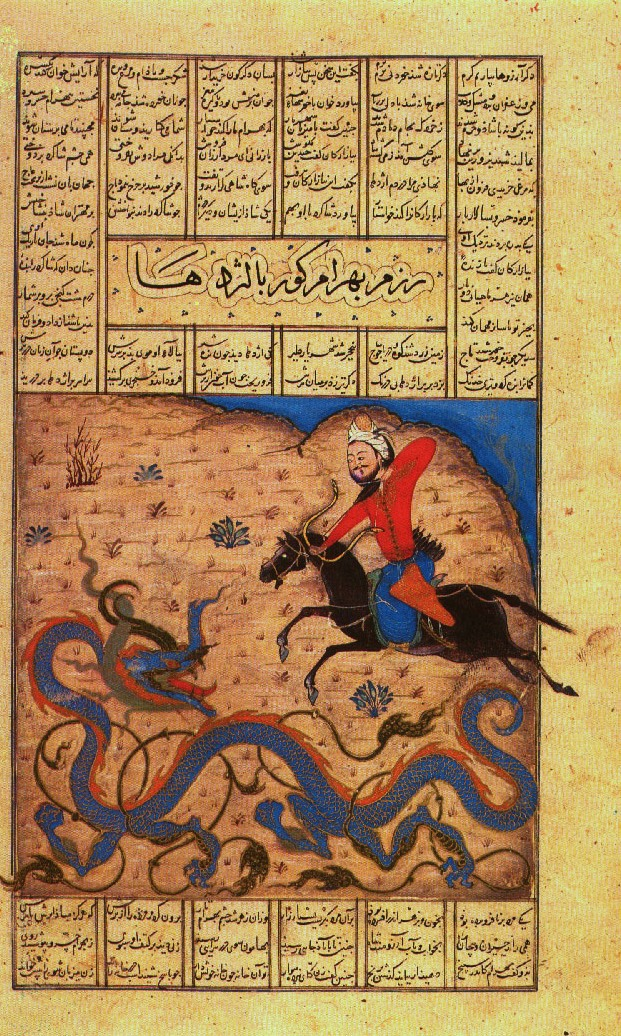
Бахрам Гур вбиває дракона. Фірдоусі, «Шахнаме» 1371 р. Стамбул, Топкапі-сарай.

Музаффаріди були династією, що заснувала своє недовговічне царство на руїнах ільханату. У 1350-х роках вони витіснили інджуідів, захопивши Шираз, потім взяли та пограбували, але не змогли втримати Тебріз. 1393 року Тимур поклав кінець їх правлінню.
Найбільш ранні музаффарідскі мініатюри належать до 1370-х років, тому більш ранні етапи розвитку (1340-50-і рр.) Залишаються невідомими. У них видно сильний вплив живопису джалаірідів — провідної школи, що процвітала в цей час у Багдаді. У цей період відбуваються важливі зміни в організації простору мініатюри й зміна масштабних співвідношень фігур з фоном. У побут входять лірико-поетичне прочитання сюжетів, схильність до вишуканості і витонченості образів.
Основним центром з виробництва рукописів при музаффарідах був Шираз. Новий музаффарідський стиль можна бачити вже в рукопису «Шахнаме», створеної у 1371 році (Стамбул, Топкапі-сарай). Головною його особливістю є яскраво виражена декоративність, що властива усім дванадцяти ілюстраціям манускрипту. Наприклад, на мініатюрі «Бахрам Гур вбиває дракона», зображена не стільки реалістична лють сутички, скільки декоративний візерунок — арабеска, яку являє собою тіло дракона. Він вже не бореться і не вивергає полум'я, а його тіло для посилення декоративного ефекту має синій колір. Цей новий Шіразський стиль тривав щонайменше до кінця XIV століття, про що можна судити по ще одній копії «Шахнаме» Фірдоусі від 1393-94 рр.

## Джалаіріди

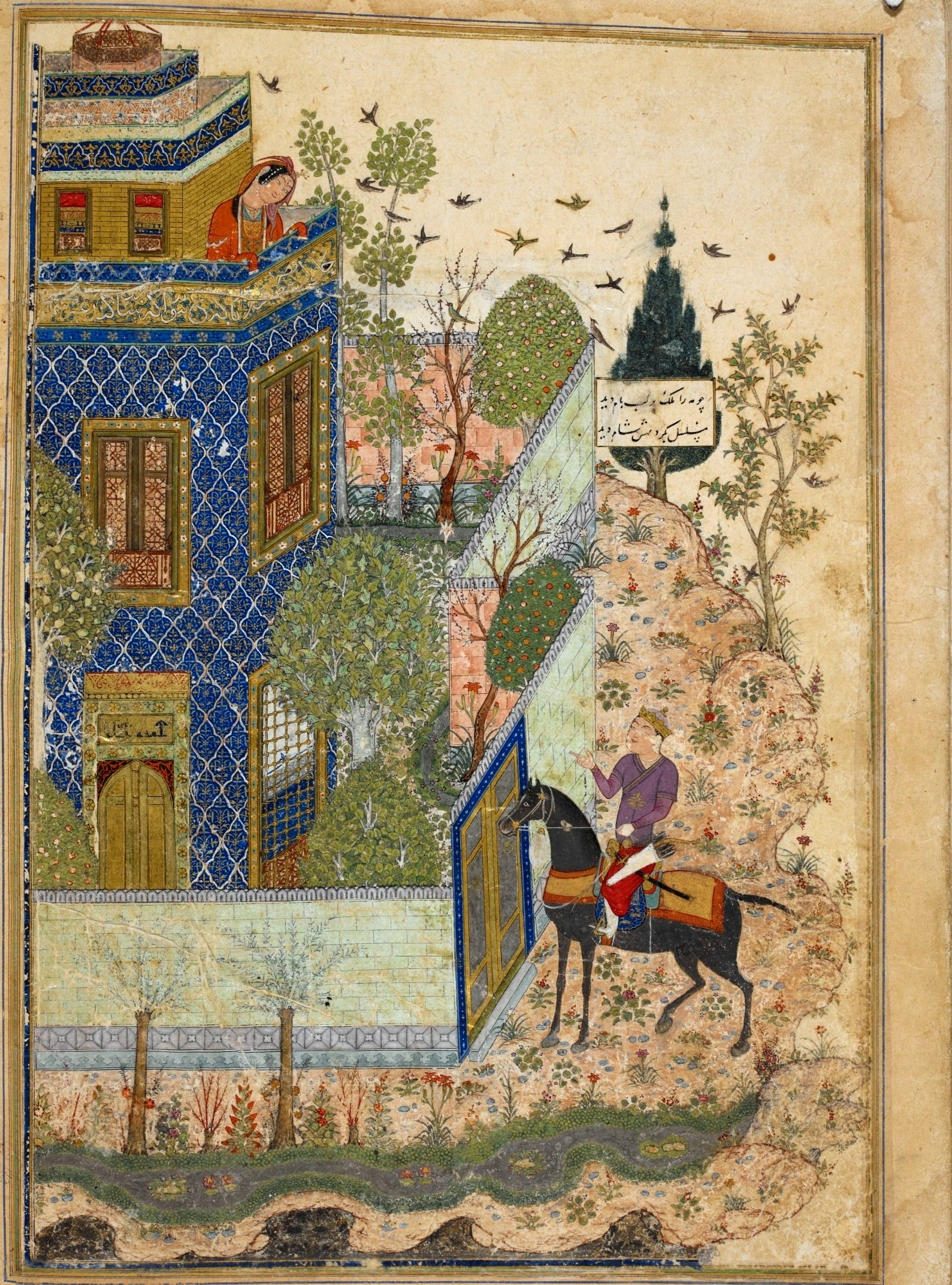
Джунейда. Хумаюн підглядає за Хумана, що стоять біля воріт. Мініатюра. «Три поеми» Хаджу Керману. 1396 р. Британська бібліотека, Лондон.

Джалаіріди при монголах були губернаторами Анатолії (Рум). Під час смути, що виникла після смерті Абу Саїда, вони поряд з інджуідами та іншими провінційними династіями боролися за владу. У 1339 лідер джалаірідів Хасан Бузург захопив Багдад, а його спадкоємець Увайс I в 1360 році — Тебріз. Династія припинила своє існування зі смертю останнього джалаіріда — султана Хусайна в 1431 році.
Художники в неспокійні часи, судячи з усього, переходили від одного правителя до іншого. Дуст Мухаммад у 1544 році повідомляє, що художник Ахмад Муса служив в майстерні останнього ільхана Абу Саїда, а його учень Шамс ад-Дін навчався майстерності вже під час правління джалаірського султана Увайсу I.
З періоду 1336-1356 рр. дійшли до нашого часу лише лічені твори. Невелике число розрізнених мініатюр, вирізаних з книг, які можна датувати 1360—1370 роками, потрапило в альбоми, які зберігаються в Стамбулі та Берліні. Незважаючи на сильний вплив ільханської художньої ідіоми в них видно серйозні зміни. До середини 1370-х років, коли помер Увайс I, канон перської мініатюри на два майбутні століття практично склався: художники знайшли необхідний баланс між абстракцією і натуралізмом, кольором і лінією, людиною і природою, що найкращим чином зображає іранський дух.
Після смерті Увайсу I виникла смута, в якій верх взяв брат померлого, Ахмад (правив в 1382-1410 роках). Однак його правління було дуже неспокійним, бо з багдадського престолу його два рази виганяв Тимур (який частину художників забрав із собою в Самарканд). Тільки смерть Тимура в 1405 році дозволила Ахмаду втретє зробити Багдад своєю столицею. Цей правитель був дуже помітною фігурою в історії перського живопису. Джерела описують Ахмада як людину свавільну і жорстоку, але в той же час як освіченого любителя поезії, музики та живопису. Крім того, він сам писав вірші, і брав уроки малювання у свого придворного художника Абд аль-Хайя. Багато фахівців вважають, що саме Ахмад Джалаір стимулював лірико-поетичну трансформацію перської мініатюри, оскільки це відповідало його поетичному світогляду. До періоду його правління відносяться кілька ілюстрованих манускриптів; найраніший, що має дві дати — 1386 і 1388 роки, «Хамса» Нізамі, виконаний дещо провінційно, проте в ньому проглядаються риси, які незабаром художники з кітабхане Ахмада доведуть до досконалості.

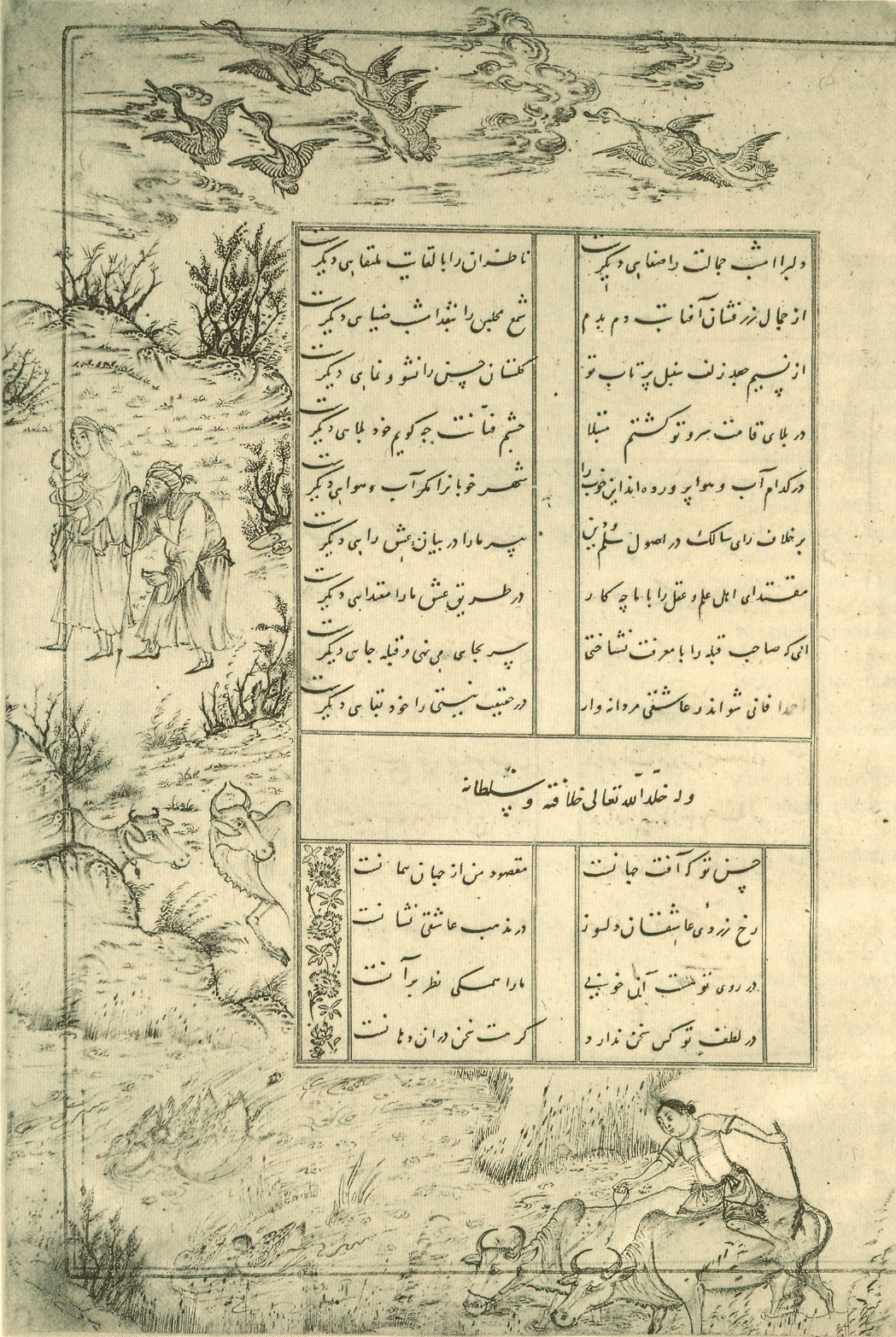
Абд аль-Хай, сторінка з «Дивану» Ахмада джалаіри. 1406-10 рр. Галерея Фрир, Вашингтон.

Наступний рукопис — це «Три поеми» Хаджу Керману (1396), всі дев'ять мініатюр якої являють собою величезний стрибок у розвитку перського живопису. Ліричне осмислення тексту досягає в них надзвичайної висоти. Це можна бачити на прикладі мініатюри «Принцеса Хумаюн підглядає за Хумана біля воріт», в якій квітучий сад і прикрашена кахлями вежа символізує красу і цвітіння юності принцеси, яка чекає свого коханого. Хоча символізм у перському живописі практично ніколи не ставав настільки специфічним, як в італійському і фламандському живописі XIV століття, безсумнівно, що в цьому випадку природа й архітектура були покликані розширити зміст того, що відбувається. Крім того, в цьому манускрипті зустрічається перша в історії перського живопису підписана мініатюра. Тому відоме ім'я автора — Джунейда (якого Дуст Мухаммад називає учнем Шамс ад-Діна). Це означає, що престиж професії художника до того часу досяг такого рівня, що стало можливим чи необхідним залишати своє ім'я.
Від часу правління Ахмада Джалаіра дійшли ще два рукописи, науковий трактат з космології (1388), і більш пізня версія «Хамса» Нізамі, мініатюри якої близькі по строю ілюстраціям «Трьох поем» Керману. Однак найзагадковішим твором останніх років його правління є «Диван» (збірник віршів), який написав сам Ахмад. Вісім з 337 сторінок збірника містять маргінальні малюнки на різні теми, вибудовані в певну семиступеневу систему, яку вчені пояснюють містичними схильностями султана Ахмада. Малюнки дуже гарні, але до цього часу йдуть дискусії про їх автора. Більшість фахівців вважає їх роботою придворного художника Абд аль-Хая, але є ті, хто припускає, що їх автором цілком міг бути сам султан Ахмад Джалаір.
Вклад джалаірідських художників у перський живопис величезний. Під патронажем султана Ахмада художники працювали в різних техніках і створили безліч архетипових композиційних схем, якими користувалися п'ять наступних поколінь художників. Вони досягли того рівня витонченості й колористичної гармонії, які будуть характерні для найкращих творів перської мініатюри в майбутніх століттях.

## Живопис Тимуридів. XV століття

### Ранній тимуридський живопис

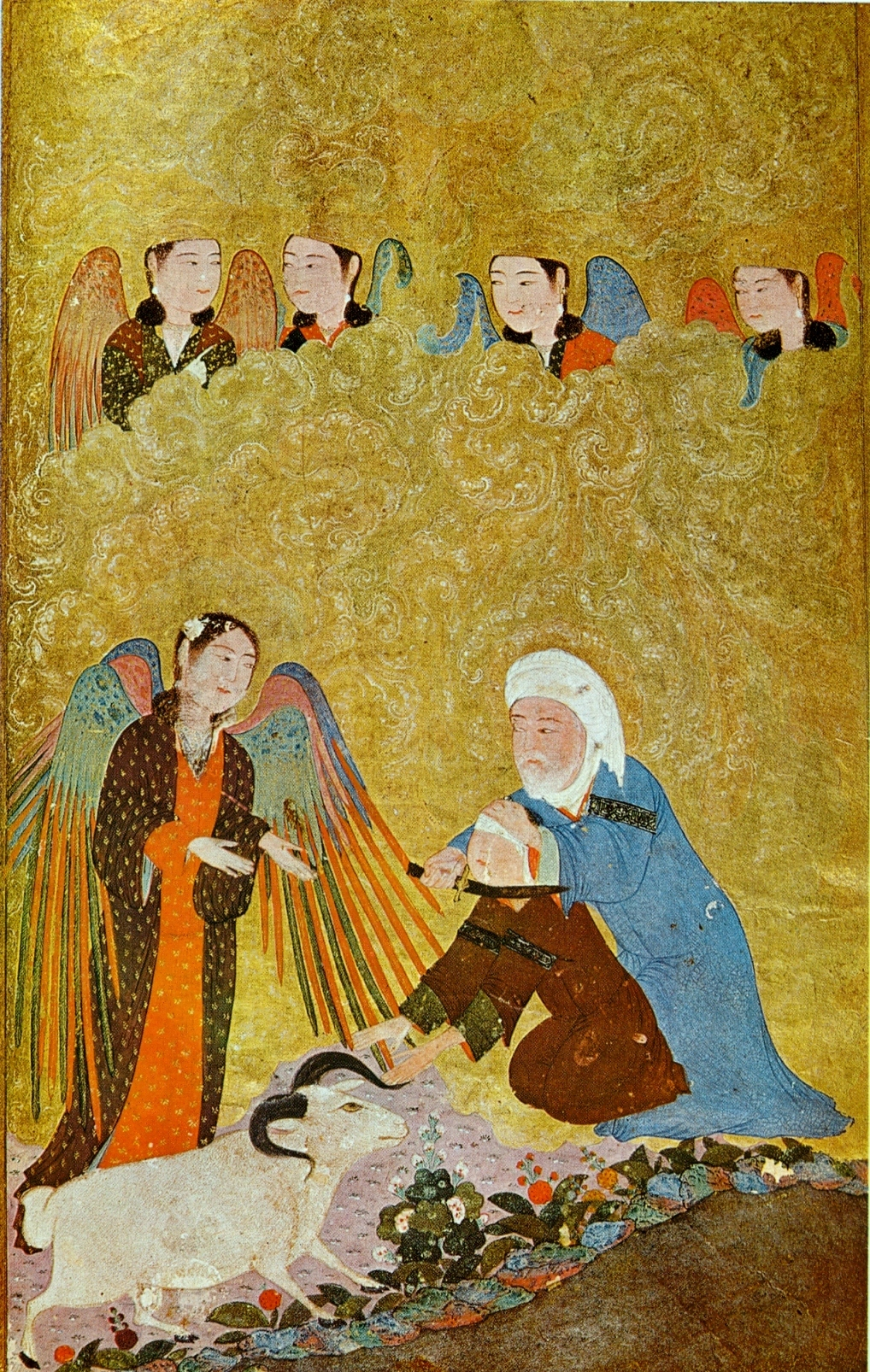
Жертвоприношення Ібрахіма (Авраама). «Тимуридська антологія», Шираз, 1410—1411 рр. Колекція Гюльбекяна, Лісабон.

До 1400 Тимур захопив увесь Іран. Історичні джерела повідомляють, що стіни тимуридських палаців і альтанок були розписані портретами Тимура, членів його сім'ї, коханих дружин з гарему, а також зображеннями переможних баталій, однак жодний розпис не зберігся. Також від часів правління Тимура не дійшло жодного ілюстрованого рукопису— він їх ймовірно не замовляв. Тимур був неписьменним і, можливо, тому був байдужий до книг і мініатюр.
Його син Шахрух був замовником кількох ілюстрованих манускриптів. Найвідоміший з них — «Маджма ат-Таваре» Хафіз-і Абру, продовження могольського «Джамі ат-Таваре» Рашид ад-Діна. Було створено кілька копій цього твору, але в наші дні один примірник зберігається в Стамбулі, а окремі аркуші іншого розійшлися по різних музеях. Стиль його мініатюр відомий дослідник Ріхард Еттінгхаузен визначив як «історичний стиль Шахруха». Характерні його риси — великі фігури на передньому плані, земля з високим горизонтом і рідкісна рослинність. Втім, в Ермітажі, Санкт-Петербург, зберігається список «Хамса» Нізамі від 1431, створений для Шахруха, який витриманий зовсім в іншому, не «історичному», а ліричному стилі.
Племінник Шахруха Іскандар Султан замовив дві поетичні антології (у 1410 і 1411 рр.), книгу гороскопів (1410—1411 рр.), і трактат з астрономії (1410—1411 рр). Своїми малюнками на полях поетичні антології нагадують «Диван» (збірник віршів) Ахмада Джалаіри. Близькі джалаірідському живопису й особливості мініатюр: подовжені фігури і ліричні зображення природи.

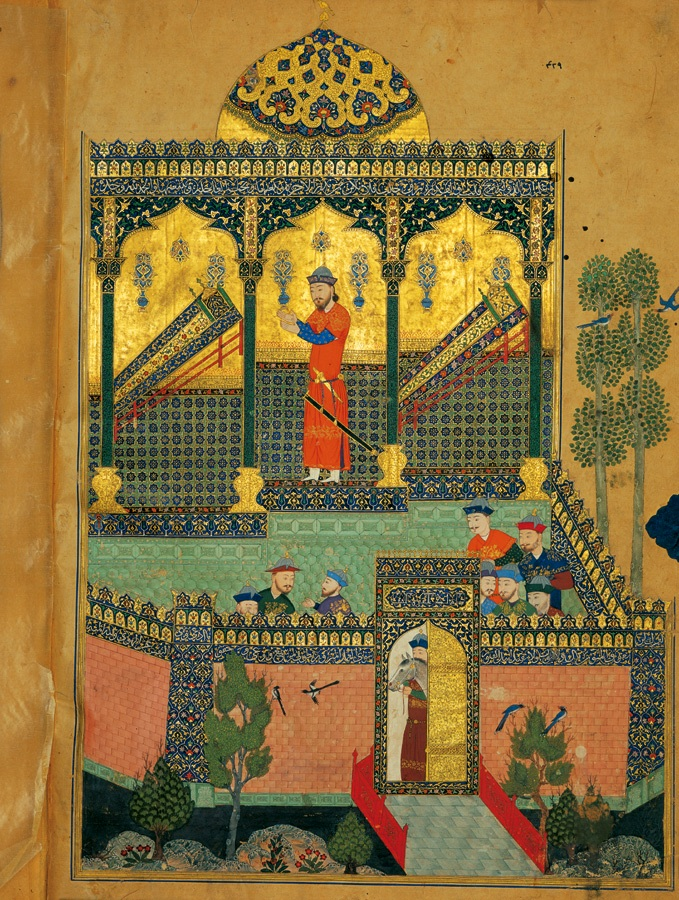
Скорбота по Рустаму. «Шахнаме» Байсонкура. 1430 Тегеран, Палац Гулістан.

Після арешту Іскандара Султана частину художників і каліграфів його майстерні Шахрух перевів у Герат. Правити в Ширазі він посадив свого сина Ібрагіма. Іншого сина, Байсонкура, направив у 1420 році відвойовувати Тебріз у туркменського племінного об'єднання Кара-Коюнлу, звідки Байсонкур повернувся в Герат, привізши з собою тебрізських художників, серед яких імовірно були ті, що творили ще для Ахмада Джалаіри. Обидва сини Шахруха були освіченими людьми, і з їх діяльністю пов'язаний розквіт тимуридскої мініатюри в першій половині XV століття. У Берлінському Музеї ісламського мистецтва зберігається поетична «Антологія» (1420), з написом-присвятою від Ібрагіма Султана своєму братові Байсонкуру, мініатюри якої, щоправда, неоднорідні за якістю. Інший рукопис, «Хамса» Нізамі від 1435-1436 рр., демонструє пік художнього стилю, пов'язаного з ім'ям Ібрагіма Султана. Крім видатних творів ширазські майстри в цей час випускали й менш якісну продукцію, яка призначена не для двору, яку зазвичай іменують «комерційною».

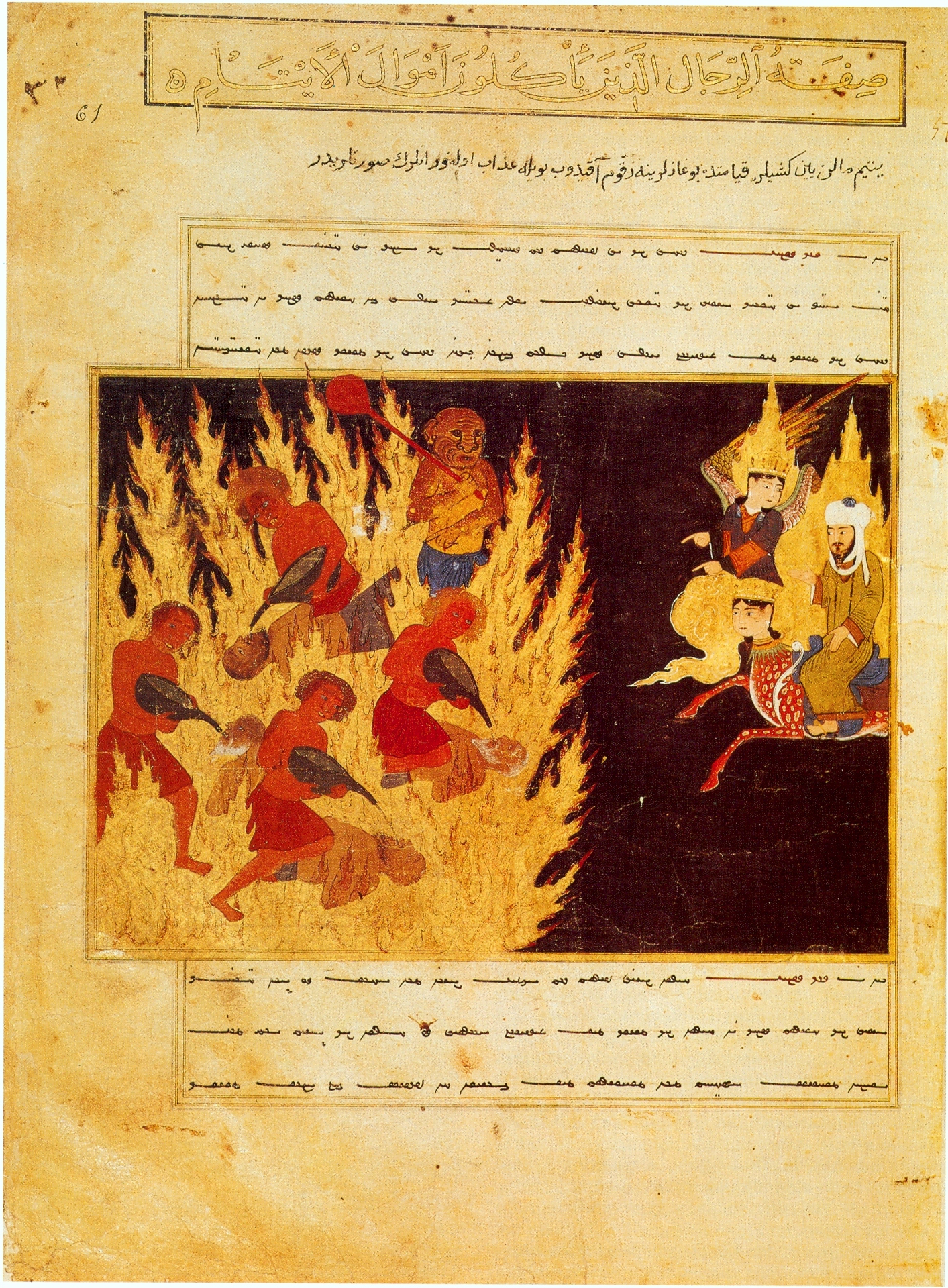
Пророк Мухаммед відвідує пекло. «Міраджнаме», Герат, 1436 р., Національна бібліотека, Париж.

Найрозкішніше кітабхане в першій половині XV століття була у Байсонкура в Гераті, в якій зібралися найбільш прогресивно мислездатні художники. У документах про діяльність цієї майстерні повідомляється про завершення будівництва входу в сурат-хані, тобто картинну галерею. Очевидно, що сурат-хані була приміщенням, де зберігалися картини, написані на шовку чи папері, і були доступні для огляду. Незважаючи на згубну пристрасть до вина, яке послужило причиною його ранньої смерті в 36 років, Байсонкур зміг надихнути своїх художників на досягнення нових висот в ілюструванні таких популярних і добре відомих творів, як «Калила і Димна», «Шахнаме» Фірдоусі, і «Гулістан» Сааді. Від тієї епохи до нас дійшов унікальний документ, що зберігається в Стамбулі, в якому глава кітабхане, каліграф Джафар Алі Табризі звітує перед Байсонкуром про хід робіт над двадцятьма двома різними проєктами, від книжкової мініатюри, до архітектури. У документі згадуються імена двадцяти п'яти співробітників кітабхане — художників, каліграфів, палітурників і т. д. З ім'ям Байсонкура пов'язано понад двадцять ілюстрованих манускриптів і безліч мініатюр на окремих аркушах. У цьому значному списку найбільш чудовими творами є ілюстрації до «Калила і Димна» (1429), і до так зв. «Шахнаме Байсонкура» (1430). Ці чудові мініатюри вважаються зразком класичного перського живопису, а кітабхане Байсонкура в Гераті іноді іменують Художньою Академією.
Після смерті Байсонкура його майстерня не зникла, хоча, можливо, деякі художники виїхали в Фарс, Азербайджан, або навіть до Індії. 1436 роком датується книга «Міраджнаме» (історія містичних подорожей пророка Мухаммеда), випущена майстерні в Гераті. У ній 61 мініатюра, а текст написаний арабською та уйгурскою мовами. У 1450 році в гератській майстерні був створений ще один список «Шахнаме» для третього сина Шахруха, Мухаммеда Джукі. Його мініатюри близькі за манерою до творів створеним в 1430-х роках для Байсонкура.

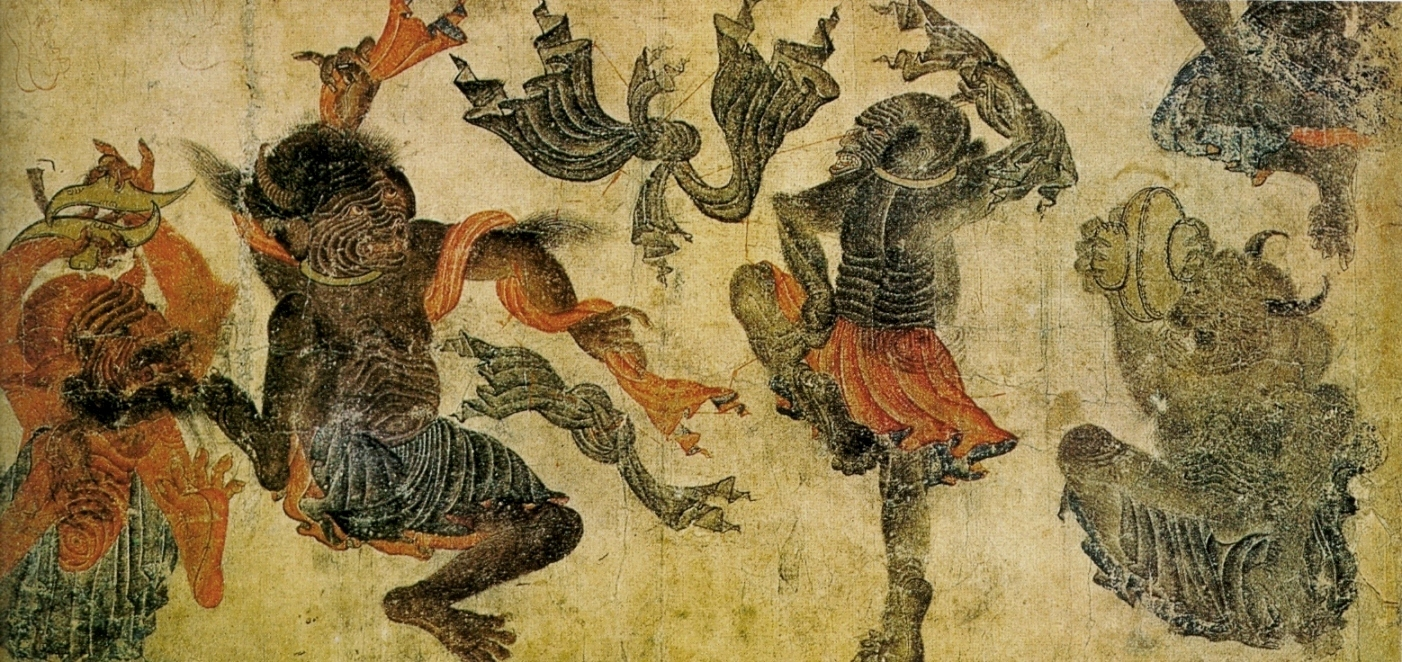
Мухаммад сіях Калам. Танець демонів. XV в. Топкапі Сарай, Стамбул.

У першій половині XV століття особняком стоїть творчість художника, відомого як Мухаммад сіях Калам (Мухаммед — Чорний Калам), який у своїх малюнках зображав дервішів, шаманів, демонів і кочівників — тематика, що випадає з традиційного русла перського живопису. І за сюжетами і за манерою цей художник був ближче до середньоазіатської і китайської традиції, ніж перської. Більшість його малюнків зберігається в Стамбулі, в Топкапі Сарай. Китайський вплив на тимуридське мистецтво першої половини століття був усепроникним, особливо в частині запозичення орнаментів, якими прикрашали буквально всі предмети. Тимуридське царство пов'язувала з Китаєм інтенсивна торгівля, і товари з нескінченно винахідливими орнаментами удосталь надходили на місцеві ринки. Привозився і китайський живопис на шовку, особливо в популярному жанрі «квіти-птиці»; деякі перські художники копіювали ці твори.

### Живопис туркменів і пізніх тимуридів

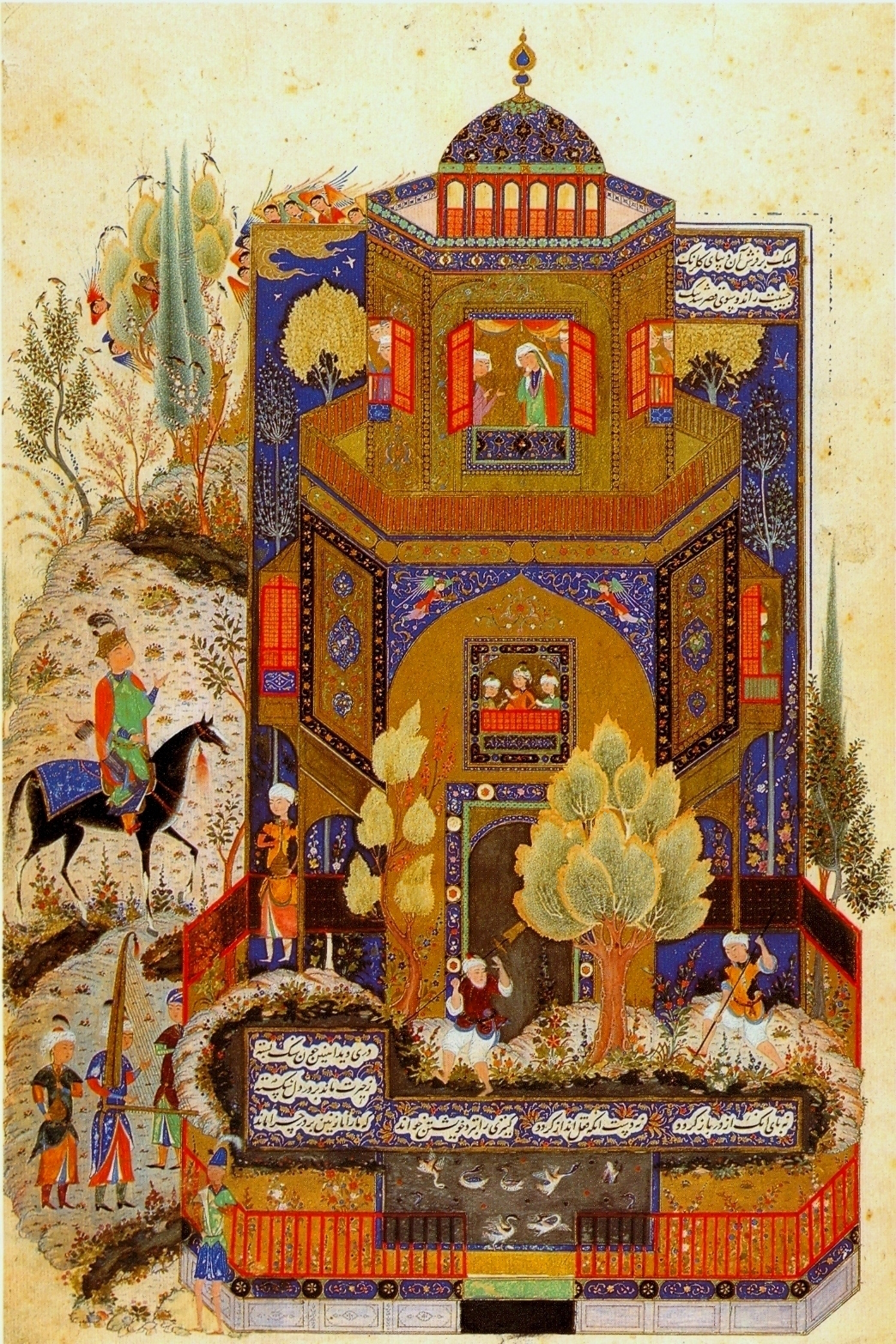
Хосров біля палацу Ширін. «Хамса» Нізамі. Туркменський стиль. Тебріз, кін. XV ст. Колекція Кіра, Хем, Річмонд.

Герат, який під час правління Байсонкура був художньою «Меккою», в середині століття перестав мати популярність у художників. З часу кончини Шахруха (1447) і до сходження на тимуридський трон Хусейна Байкара (1470) в Гераті не було створено жодного ілюстрованого манускрипту. Однак на територіях захоплених туркменами, художники й раніше працювали у всіх великих містах. Від 1450-х років до наших днів дійшов єдиний манускрипт «Хамса» Нізамі, витриманий у ширазському стилі часів правління Ібрагіма Султана, і кілька окремих мініатюр у гератському стилі художників Байсонкура.
У період правління Бенкет Будака, сина туркменського проводиря Джахан-шаха, було створено два ілюстрованих манускрипти. Один з них, список «Хамса» поета Джамалі, створений у 1465 році в Багдаді, містить мініатюри, в яких ранній гератський стиль змішаний з нововведеннями, що передують майбутнім роботам художників Хусейна Байкара.
Серед найкращих туркменських манускриптів кінця XV століття можна згадати список «Шахнаме», створений у 1494 році для Алі Мірзи, султана Гіляна, в якому міститься майже 350 мініатюр. У частині цих мініатюр персонажі зображені з непомірно великими головами, через що манускрипт отримав назву «великоголове Шахнаме». Слід ще згадати список «Хамса» Нізамі, який було розпочато для тимуридського принца Бабура Байсонкура, але згодом був захоплений як трофей туркменами. Туркменські художники доповнили його своїми мініатюрами, які стилістично ближче до поетичної збірки, створеній у Шемахе.

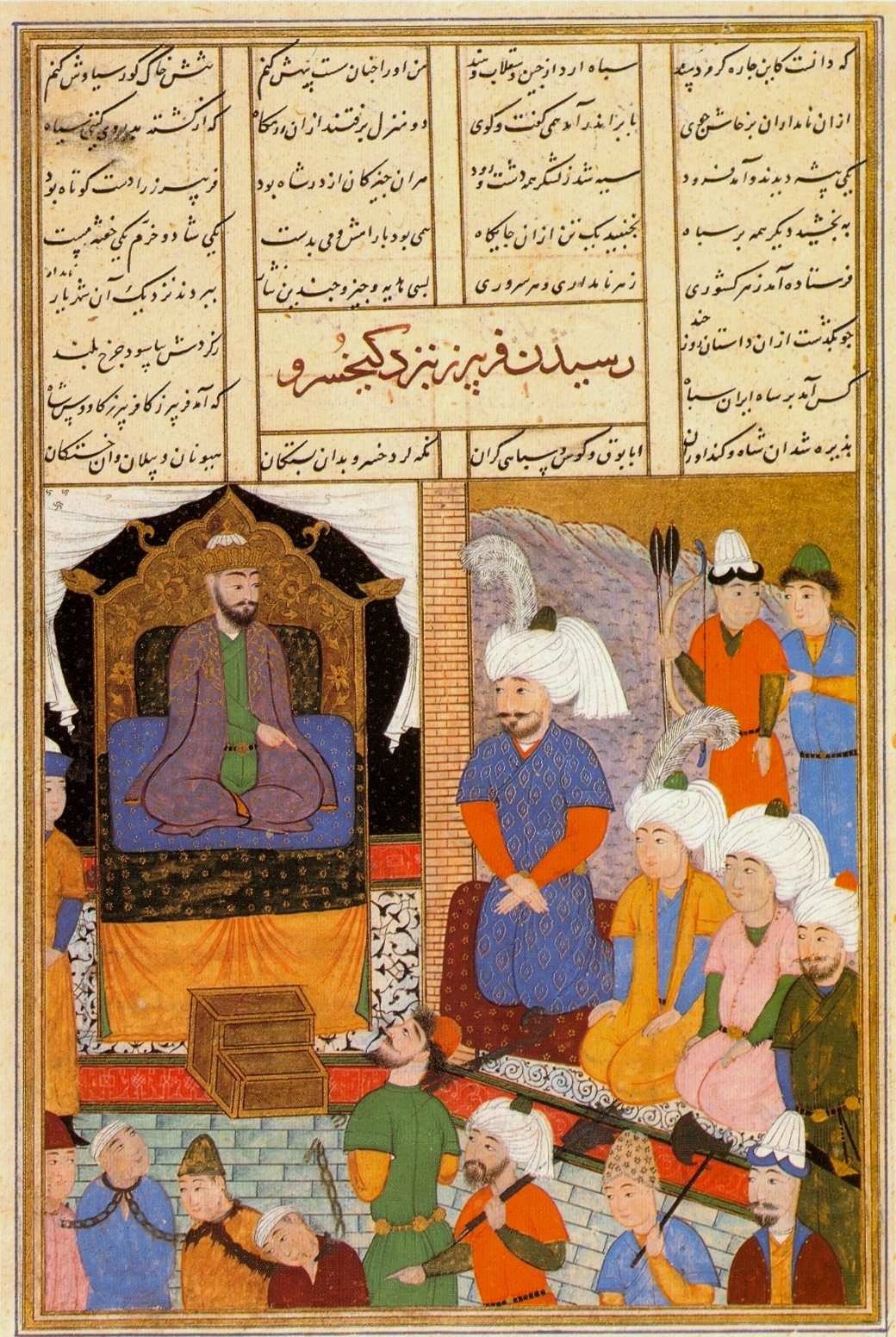
Фарібурз, що постав перед Кей-Хосровом. «Великоголове Шахнаме», Туркмени, Гілян. 1494 р., Британський музей, Лондон.

Тим часом у тимуридському Гераті почався новий розквіт живопису, який пов'язаний зі сходженням на трон у 1470 році Хусейна Байкара. Він утримував владу протягом 36 років. При своєму дворі в Гераті він зібрав блискучих поетів, художників і мудреців. Візиром у нього служив поет Навої, найдосвідченіша людина своєї епохи. При дворі також працювали поет Джамі й ціла плеяда прекрасних художників, серед яких у першу чергу слід згадати Бехзада.
Найраніший манускрипт, що має відношення до султана Хусейна Байкара, це «Зафарнаме», твір, написаний Шир Алі в 1467-68 роках, ще до того, як Хусейн захопив гератський трон. Книга присвячена прославлянню завойовницьких походів Тимура, і повинна була затвердити права Хусейна як спадкоємця і продовжувача справи Тимура. Завершення робіт над нею датують приблизно 1480 роком, а автором мініатюр вважають Кемаледдін Бехзада (народ. прибл. 1450 — пом. 1536-7 рр.), видатного художника, який потрапив у кітабхане султана завдяки заступництву Навої.

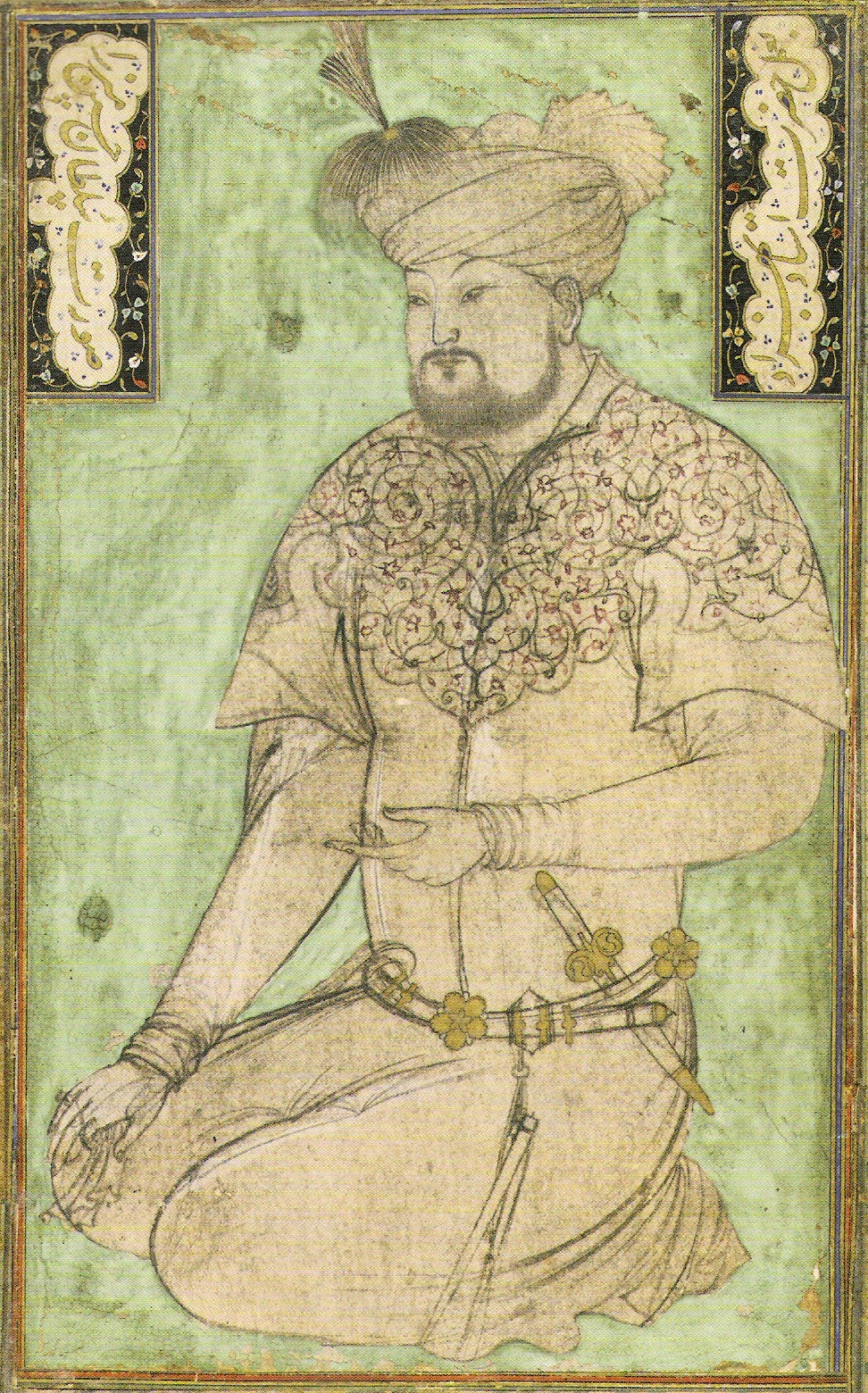
Бехзад. Портрет Хусейна Байкара. 1490-ті рр. Стокгольм, Національна галерея.

Ряд фахівців заперечує думку, що всі мініатюри рукописи були створені Бехзадом, проте, наприклад, у мініатюрі «Будівництво мечеті в Самарканді» авторство Бехзада безсумнівно, оскільки вона показує типовий для нього інтерес до повсякденної діяльності людей, різноманітності поз і типажів, композиційної досконалості і внесенню в сюжет дещиці гумору. Участь Бехзада в ілюструванні семи книжкових проєктів вважається сьогодні встановленим фактом, і більшість цих робіт припадає на період 1480-90х років.
1488 роком датується інший рукопис, що вийшов зі стін майстерні Хусейна, «Бустан» Сааді. У мініатюрах цього манускрипту стиль Бехзада виражений у найкращому вигляді. Чотири мініатюри мають його підписи, а найкращою з них є та, що зображує сцену «Спокуси Юсуфа».
До самих блискучих рукописів, які вийшли зі стін кітабхане султана Хусейна, слід віднести «Хамса» Нізамі, замовлення на виготовлення якого було зроблено тимуридським принцом Абул Касим Бабуром (правив у 1449-57 рр.), і яка до його смерті так і не була завершена. Два художники, згодом, у 1480-х роках, що працювали над її завершенням, Шейхи та Дервіш Мухаммад, створили прекрасні композиції, стиль яких, однак, дещо відрізняється від стилю Бехзада, особливо в частині зображення буйної, фантастичної рослинності, що служить прикрасою мініатюр. Крім рукописів, призначених для царських очей, у Гераті випускалися і комерційні списки популярних творів, частина яких дійшла до нашого часу. До таких відноситься, наприклад, «Хаварнаме», що являє собою фольклорне перекладення «Шахнаме» Фірдоусі (1476-77 рр.), зберігається в бібліотеці Честер Бітті, Дублін).

## Шейбаніди і Бухарська школа

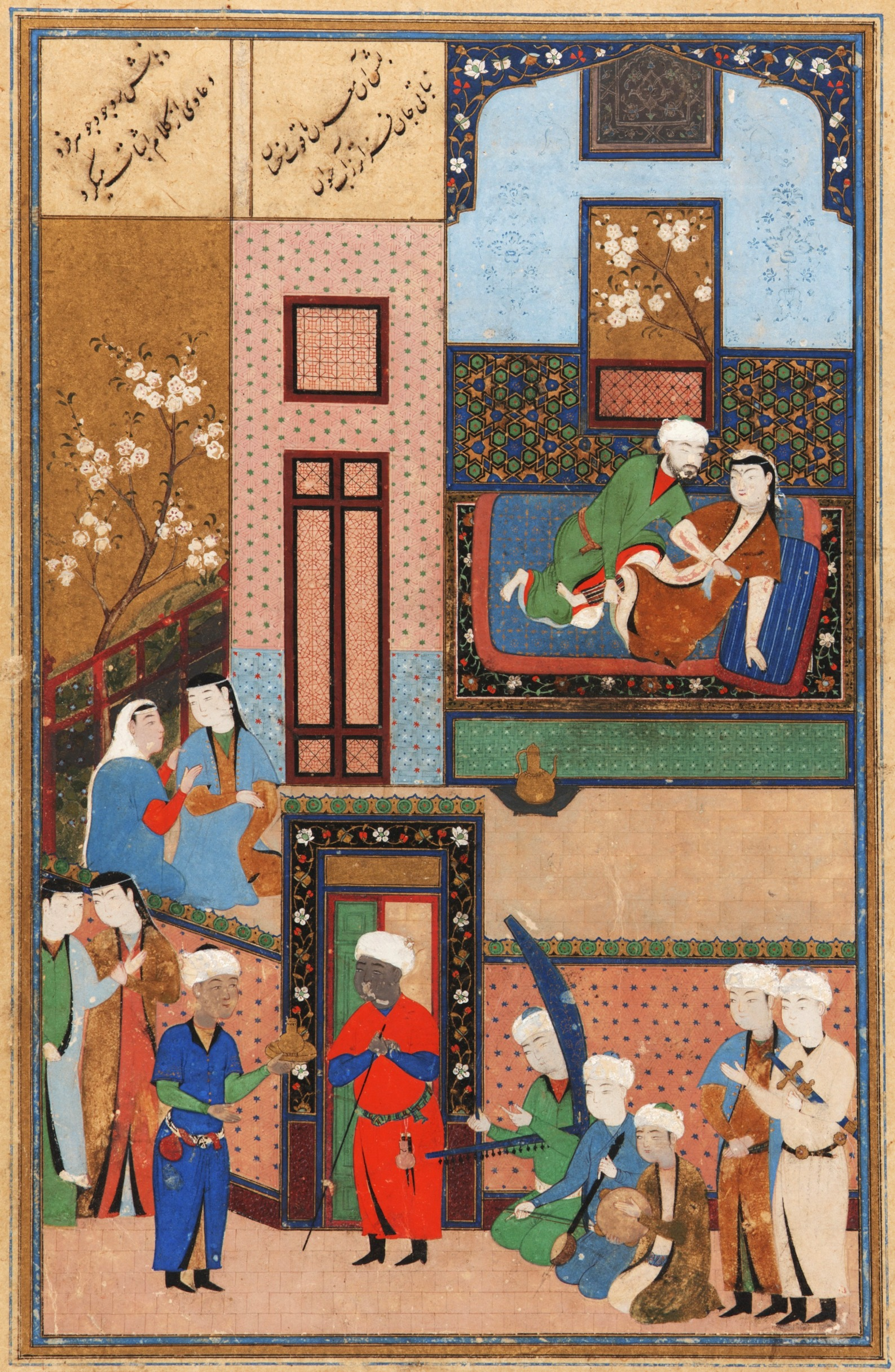
Одруження Міхрі і принцеси Нахід. «Міхр і Муштарі» Мухаммада Ассара Тебрізі. Бухара, 1523 р., Галерея Фрир, Вашингтон.

Від перших років правління Шейбані Хана зберігся манускрипт «Фатх наме» — «Хроніка перемог», створений придворним історіографом Мулла-Мухаммедом Шаді (прибл. 1502-07 рр. Ташкент, Бібліотека Інституту Сходу АН Узбекистану).
Під час правління освіченого Улугбека (1409-1449 рр.), якого називали «ученим на троні», було створено кілька манускриптів, серед яких виділяється астрономічний трактат ас-Суфі (прибл. 1437 р.) із зображенням символів сузір'їв. Попри те, що в 1447 р. Улугбек захопив Герат і вивіз звідти частину митців, на якості середньоазіатської мініатюри це позначилося мало. Друга половина XV століття була вкрай несприятливою для розвитку середньоазіатської мініатюри.
Спільну творчість каліграфа Мир Алі та чудового Шейхзаде, одного з найкращих учнів Бехзада, можна бачити в манускрипті «Хафт Манзар» (Сім павільйонів) поета Хатіфині. У ньому чотири мініатюри розміром у весь лист. На мініатюрі «Бахрам Гур і принцеса в чорному павільйоні» (1538, Вашингтон, галерея Фрир) зображений тонко декорований інтер'єр, в якому майже симетрично розташовані фігури персонажів, що мають округлі обличчя та густі брови. Гамма вишукана, у мініатюрі немає яскравих тонів.
Цей новий бухарський стиль, був продовжений іншими художниками, зокрема учнем Махмуда Музаххіба Абдуллою, що працював у Бухарі щонайменше до 1575 року. До цього періоду відноситься участь Махмуда Музаххіба в створенні манускрипту «Тухфат аль Ахрар» («Дар благородним») Джамі з присвятою султану Абдулазізу і датою — 1547/8 рік. Крім того, він створив портрет Алішера Навої, де той стоїть, спершись об посох (джерела стверджують, що це копія з роботи Бехзада).

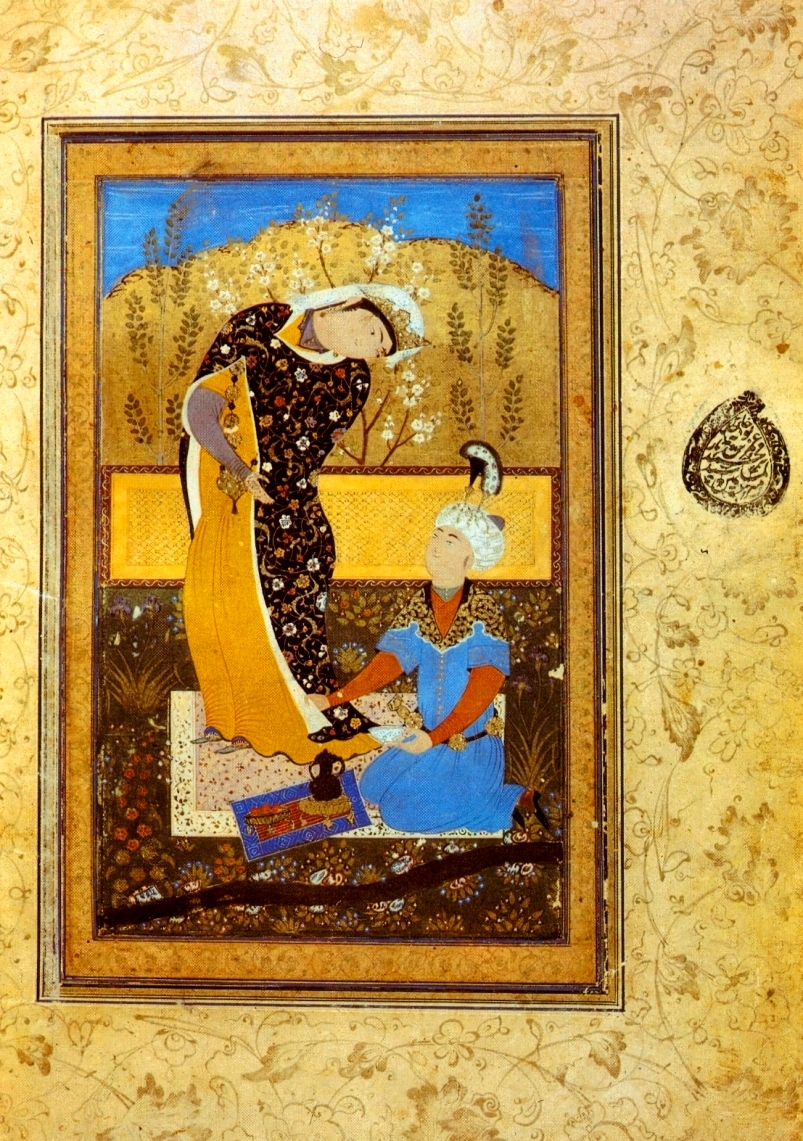
Абдулла. Закохані. «Бустан» Сааді. Бухара. 1575-6 рр. Санкт Петербург, РНБ.

Манускрипти, створювані для Абдулли Хана (1557-1598 рр.), такі як «Шахнаме» Фірдоусі від 1564, мають обмежену палітру, старомодний стиль зображення фігур, і досить бідні пейзажі. Деякі художники в цей час перебралися в Голконду і Декан, де знайшли роботу при дворі Кутб Шахів. Вплив бухарської школи на індійський живопис був дуже помітним. Відомо, що на початку XVII століття при дворі могольского імператора Джахангіра, великого шанувальника перського живопису, працювали два середньоазіатських майстри — Мухаммед Мурад Самарканді й Мухаммед Надір, причому, останній мав популярність як чудовий портретист.
Традиція ілюстрування рукописів у Середній Азії тривала в XVII столітті. Художній асортимент у цей час збагатився деякими нововведеннями, як це можна бачити в рукописі «Зафарнаме» (Книга перемог) Шараф ад-Діна Алі Йазді від 1628/9 року, але здебільшого її мініатюрам притаманне повторення старих схем. У дублінській бібліотеці Честер Бітті зберігається примірник «Бустана» Сааді, датований 1616 роком, у роботі над яким взяли участь три художники — Мухаммед Шериф, Мухаммед Дервіш, і Мухаммед Мурад. Інший варіант цього твору Сааді з тієї ж бібліотеки в Дубліні датується 1649 роком. У 1646-47 роках Середня Азія була окупована Могольськую військами, що призвело до посилення контактів з Індією, і виразилося в зростальному застосуванні бухарськими та самаркандськими художниками у своїх творах моделей з монгольських мініатюр. Це можна бачити в манускрипті «Хамса» Нізамі від 1648 (Санкт Петербург, РНБ).
У XVIII столітті якість бухарської мініатюри опустилася до рівня звичайної комерційної продукції, що вироблялася по сусідству в майстернях Кашміру в XVIII й XIX століттях.

## Живопис Сефевидів

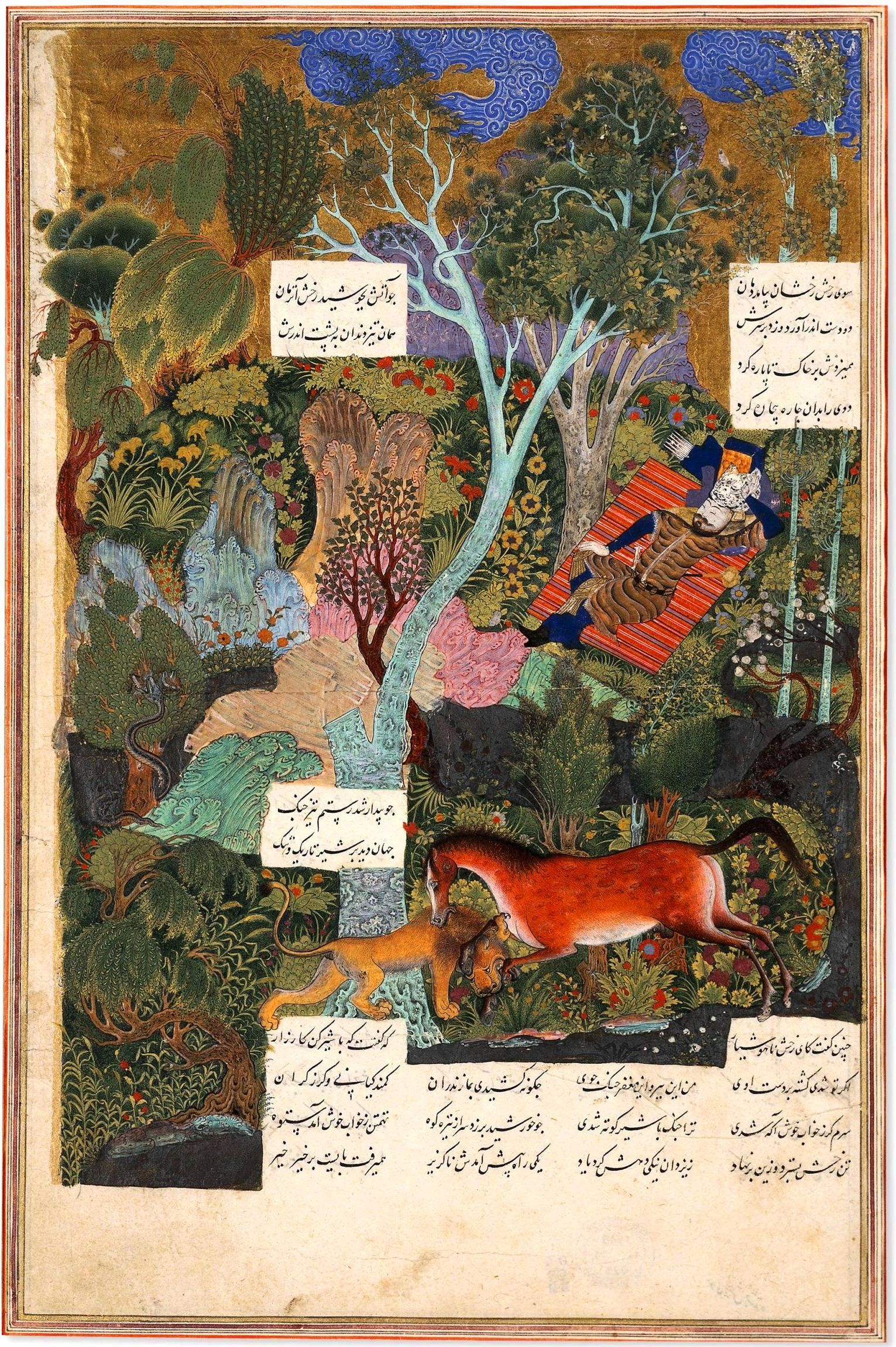
Султан Мухаммед. Сплячий Рустам. «Шахнаме» 1515-1522 рр. Британський музей, Лондон.

З ім'ям Ісмаїла I пов'язують процвітання в перському живописі так званого «туркменського стилю», який відрізняли пишність фантастичної природи і перенасиченість мініатюр різними деталями. Найкращий представник цієї манери, художник Султан Мухаммед, удосконалював своє мистецтво саме при шаху Ісмаїлі. Панівний у ті часи стиль можна бачити в трьох найкращих манускриптах періоду правління шаха Ісмаїла I — це «Хамса» Нізамі, який було розпочато ще за часів Байсонкура, але потім, побувавши у власності кількох туркменських принців, потрапив до рук одного з емірів Ісмаїла, Наджм ад-Діна Масуда Заргара Рашті, який замовив до нього кілька мініатюр (1504-5 рр.); «Дастан-і Джамал у Джалал» (Історія Джамала і Джалал) Мухаммада Асаф, листування тексту якого була завершене в 1502-3 рр. в Гераті, а 35 мініатюр додані з 1503 по 1505 рр. ,(але жодної в гератському, бехзадовському стилі); і «Шахнаме» Фірдоусі, переписане для шаха Ісмаїла, від якого відомі тільки 4 мініатюри, причому три з них загублені, а четверта, «Сплячий Рустам», зберігається нині в Британському музеї, і приписується Султану Мухаммеду.

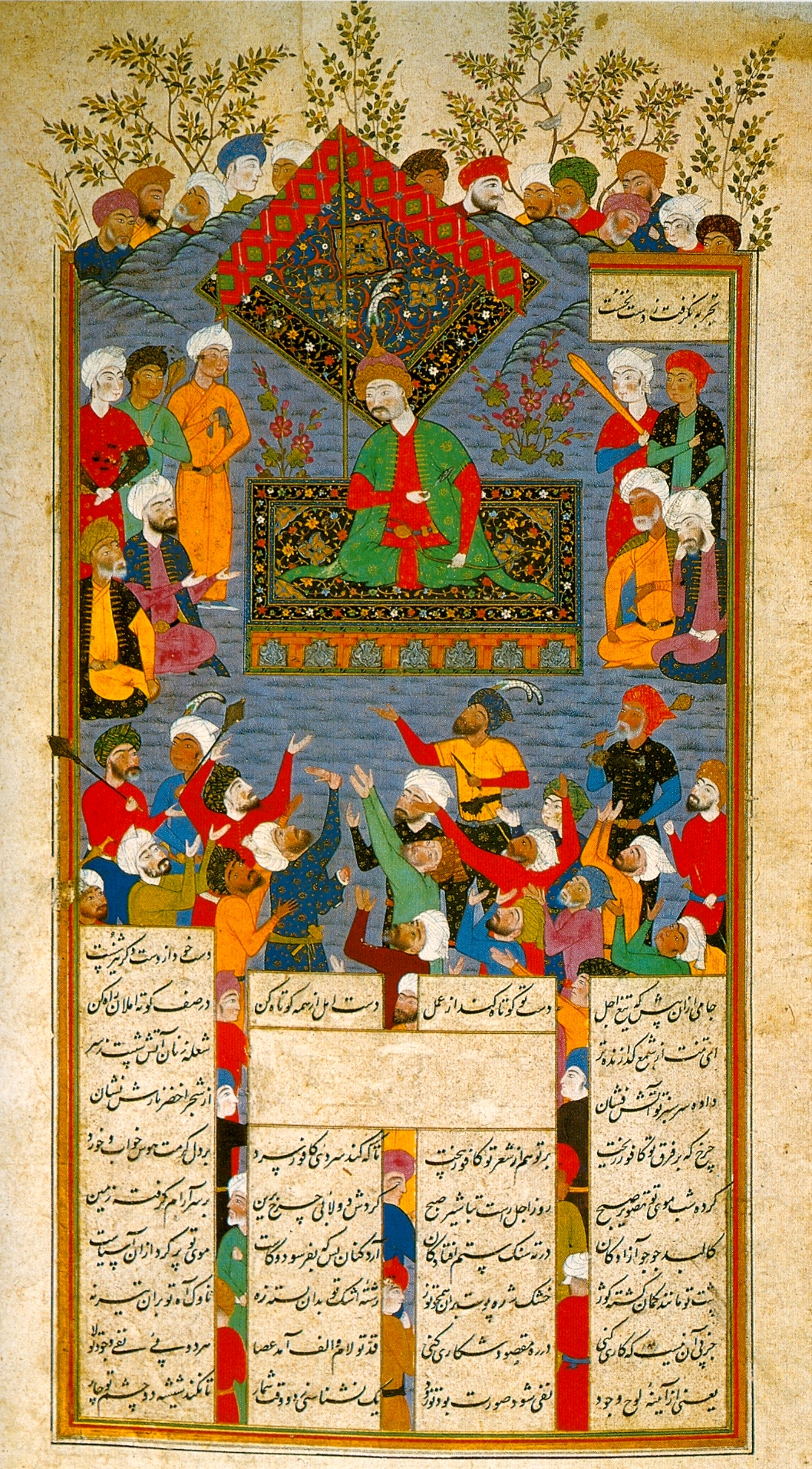
Призначення візира. «Хафт Ауранг» (Сім престолів) Султана Ібрагіма Мірзи. Джамі. прибл.1571 р. Топкапі Сарай, Стамбул.

Справжній розквіт живопису настав під час правління спадкоємця Ісмаїла, шаха Тахмаспа І. Найбільш грандіозним книжковим проєктом було створення манускрипту «Шахнаме» в 1525-35 роках на замовлення Тахмаспа. У книзі було 742 великоформатних сторінки, 258 мініатюр на весь аркуш, і безліч ілюмінацій. Над нею працювали всі найкращі художники шахської кітабхане. За своєю грандіозністю її можна порівняти тільки з «Шахнаме» часів ільханів, в інші століття нічого подібного не створювалося. Мініатюри цієї книги різноманітні за стилем; у них є роботи чисто тебризські за манерою, є чисто гератські, а є змішані. Наступний проєкт, рукопис «Хамса» Нізамі, залишився незавершеним (залишені для мініатюр місця в тексті були в 1675 році заповнені художником Мухаммадом Заманили), в ньому було виконано лише 14 мініатюр. У проєкті були залучені найкращі художники майстерні, включаючи Султана Мухаммеда. Крім колективних творів — ілюстрованих манускриптів, художники в цей час створювали безліч творів на окремих аркушах. Як правило, це були портрети придворних, або ідеалізовані зображення принців зі слугами.
Його спадкоємець, шах Ісмаїл II (1576-77 рр.), продовжив патронаж кітабхане. До короткого періоду його правління відноситься список «Шахнаме» (1576—1577 рр.), незакінчений, і нині розібраний на окремі аркуші. Якість його мініатюр нижче, ніж в «Шахнаме» Тахмаспа I. Композиції спрощені, тони ближче до пастельних. У проєкті взяли участь деякі колишні художники Тахмаспа та Ібрагіма Мірзи, зокрема Алі Асгар, батько майбутньої знаменитості Ризи-йі-Аббасі. Смерть Ісмаїла II в 1577 році завдала удар по виробництву шахських манускриптів: його наступник Мухаммад Худабенде був напівсліпий, і через це абсолютно байдужий до книжкової мініатюри. За відсутності великих замовлень художники в комерційних цілях все більше малювали на окремих аркушах. Завдяки цьому виникали нові художні сюжети, начебто сільських пастухів зі стадом, придворних на пікніку, або музичних вистав на відкритому повітрі, які зображував Мухаммад. Малюнками активно займалися Шейх Мухаммад і Садік Бек, якому приписується винахід деяких нововведень у мистецтві малювання. Цей процес сприяв створенню в Персії вільного мистецького ринку, який надалі розростався у все більшій мірі.

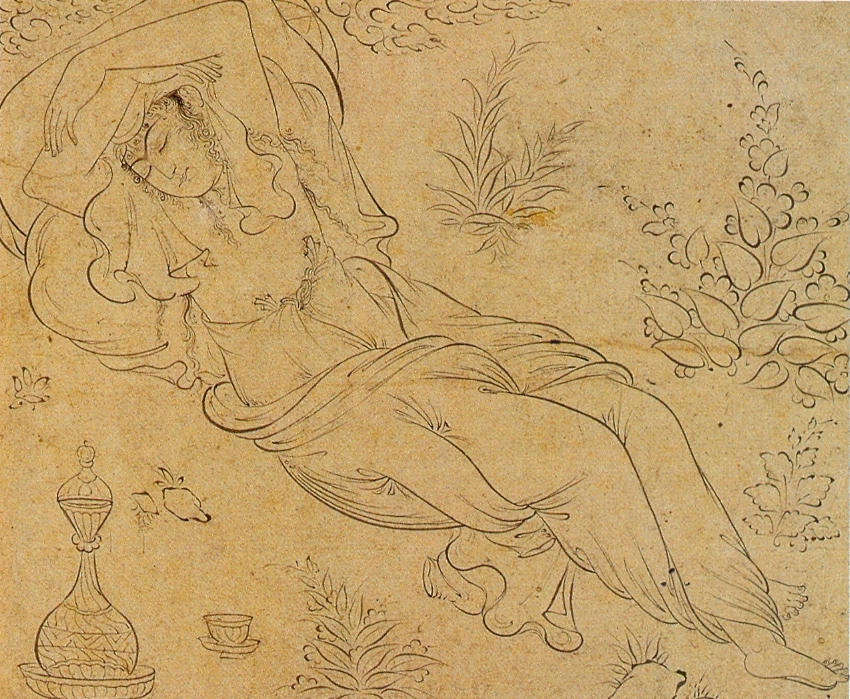
Риза-йі-Аббасі. Спляча жінка. Казвін. 1595 р. Збори Саклера, Гарвард.

На початку XVII століття в Іран приїжджало все більше європейців, які привозили з собою європейську образотворчу продукцію — гравюри, ілюстровані друковані книги, які вони продавали, або дарували своїм перським знайомим. Відбувалося проникнення європейської художньої традиції в перське мистецтво. Незважаючи на те, що Риза-йі-Аббасі використовував для своїх потреб деякі сюжети європейської гравюри, своєю манерою він залишався вірний перській традиції — не використав правила перспективи, не передавав світлотінь. У 1640-ві роки ситуація почала змінюватися, і його послідовники все більше експериментували з європейськими прийомами та сюжетами, однак до XIX століття перські художники зберігали вірність національній традиції, і брали з європейського мистецтва тільки те, що різноманітило, але не знищувало цю традицію.

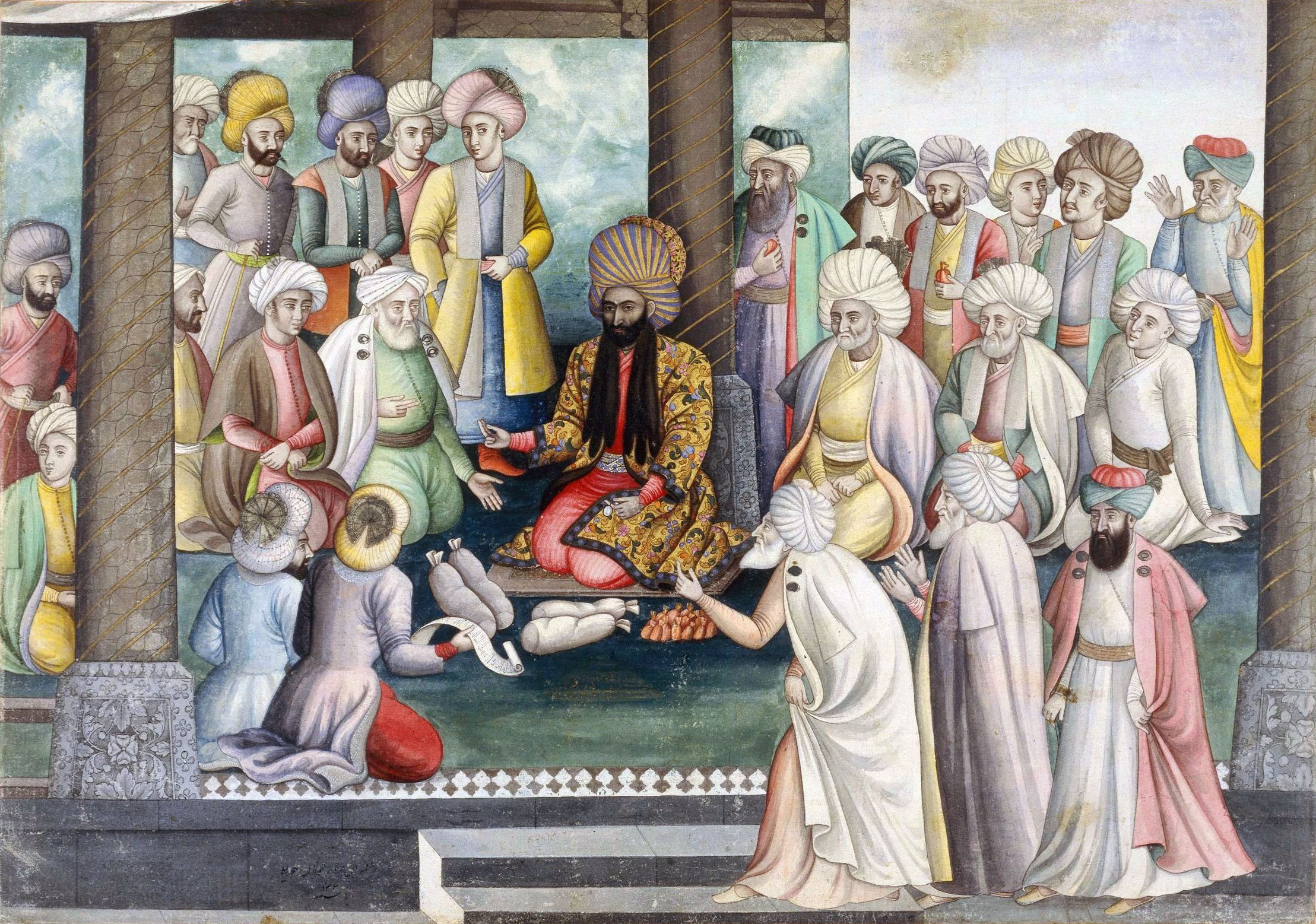
Мухаммад Алі. Роздача новорічних подарунків шахом Султаном Хусейном. 1721 р. Британський музей, Лондон.

Великим пам'ятником сефевидського живопису середини XVII століття є побудований шахом Аббасом II у 1647 році в Ісфахані палац Чехель Сотун, стіни якого були розписані фресками. Їх автори невідомі, але найкращі з них приписують пензлю Мухаммада Касима. Автори фресок застосовують світлотіневе моделювання, однак загальний лад цих картин ближче до традиційної перської мініатюри. Один зал палацу розписаний сценами пікніків на природі, інший сюжетами з класичної перської літератури (Хосров і Ширін, Юсуф і Зулейха), а головний зал відведено під історичні сцени із зображеннями прийомів перськими шахами іноземних послів і правителів, а також битви Ісмаїла I c Шейбані Ханом. Картини з Чехель Сотун згодом багаторазово повторювалися художниками в невеликому форматі в техніці лакового живопису.
Живопис епохи сефевидів за два століття пройшов шлях від чудового синтезу стилів всіх основних художніх центрів Персії — Герата, Тебріза, Шираза, через творчий бунт Ризи-йі-Аббасі, що вийшов за рамки перської традиції, до все більшого впливу європейської манери, який у наступні століття тільки посилювалося.

## Афшари, Зенди, і Каджари. XVIII—XIX століття

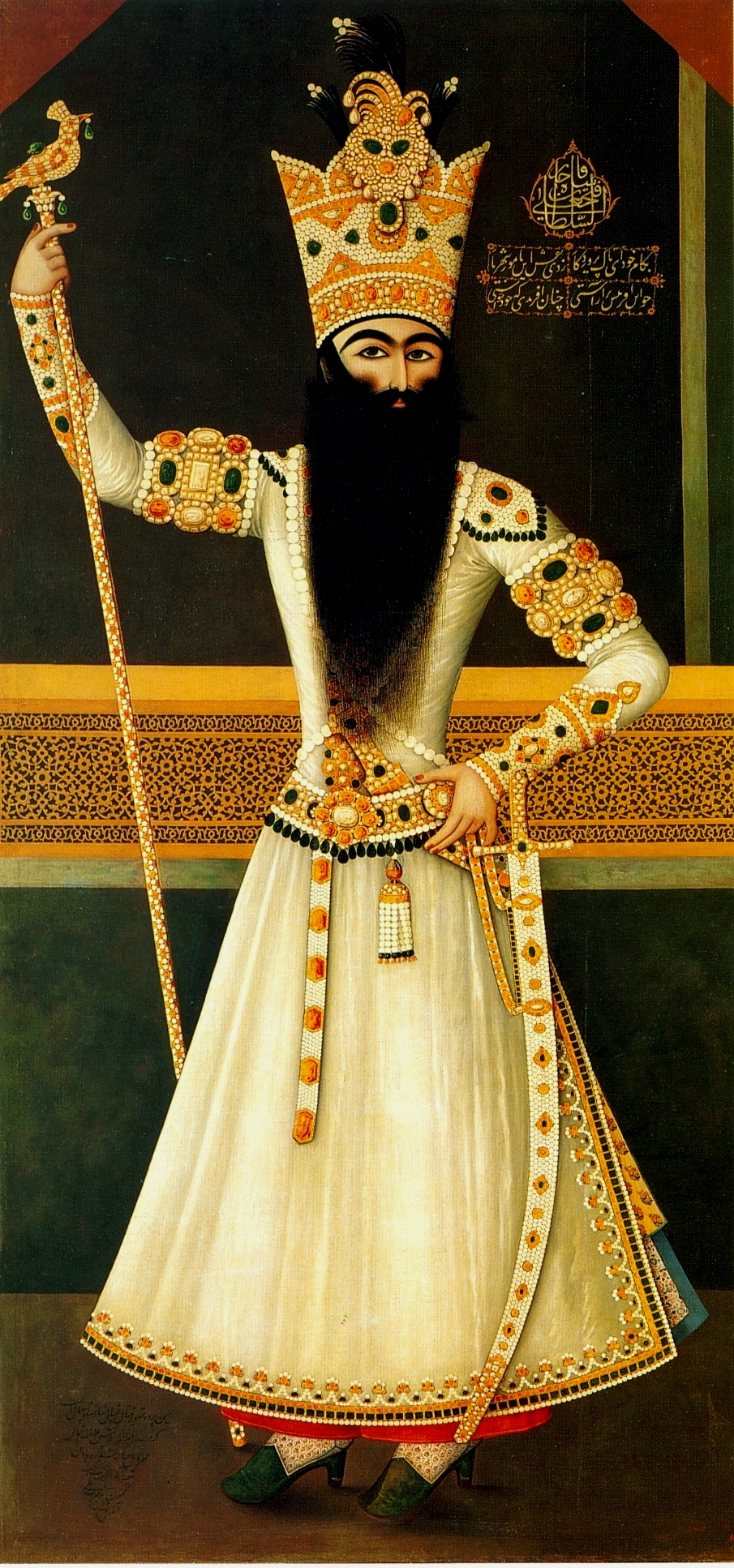
Міхр Алі. Портрет Фатх Алі Шаха. 1809—1819 рр. Ермітаж, Санкт Петербург.

У період правління Надір Шаха з живопису зникли портрети вишуканих юнаків та красунь, любовні та інші жанрові сцени, а їх місце зайняли сюжети, що прославляють шаха і його перемоги. У живописі маслом головними стали портретний, батальний та історичний жанри. Було створено безліч парадних портретів Надир Шаха, на яких він, як правило, приймає величну позу. Додавання парадного портрета в постсефевидському живописі зазвичай пов'язують з ім'ям художника Шейха Аббасі. Надир Шах з походу в Індію привіз безліч дорогоцінних могольських манускриптів, 400 з яких він пожертвував у мавзолей імама Рези в Мешхеді. Тому, крім європейського впливу на перський живопис у XVIII столітті вплинула і монгольська мініатюра. Число творів, що дійшли від періоду правління афганців, досить невелика.
Наступник Надир Шах Карім Хан зміг залікувати багато ран, що були нанесені правлінням афганців і Надир Шаха, при ньому відродилися ремесла, налагодилася торгівля, розгорнулося велике будівництво. Було побудовано безліч палаців у новій столиці Ширазі, стіни яких покривали не тільки зображення парадних прийомів і битв, але й такі сюжети як «Жертвоприношення Ібрагіма (Авраама)» або «Муса (Мойсей), який пасе овець». Переважною технікою був живопис маслом по полотну. Популярними сюжетами були зображення принців і закружених у танці красунь. Картини часто мали верх у формі арки, ймовірно для того, щоб створювати ілюзію відкритого вікна. Мальовнича продукція була різної якості, кращі роботи прикрашали багаті будинки, гірші були призначені для трактирів і кав'ярень. При Карім Хані в живопис повернулися всі старі сюжети — красуні, красені, любовні сцени та т. д. Деякі художники й раніше працювали в жанрі «квіти та птахи» в тій версії, яку ввів Мухаммад Шафі Аббасі. Розвивався лаковий живопис. Однак у цей період сильно зросло виробництво низькоякісного художнього товару. У великих кількостях вироблялися низькосортні копії-наслідування старовинних мініатюр; ця базарна продукція призначалася для нерозбірливих європейців і небагатих персів.

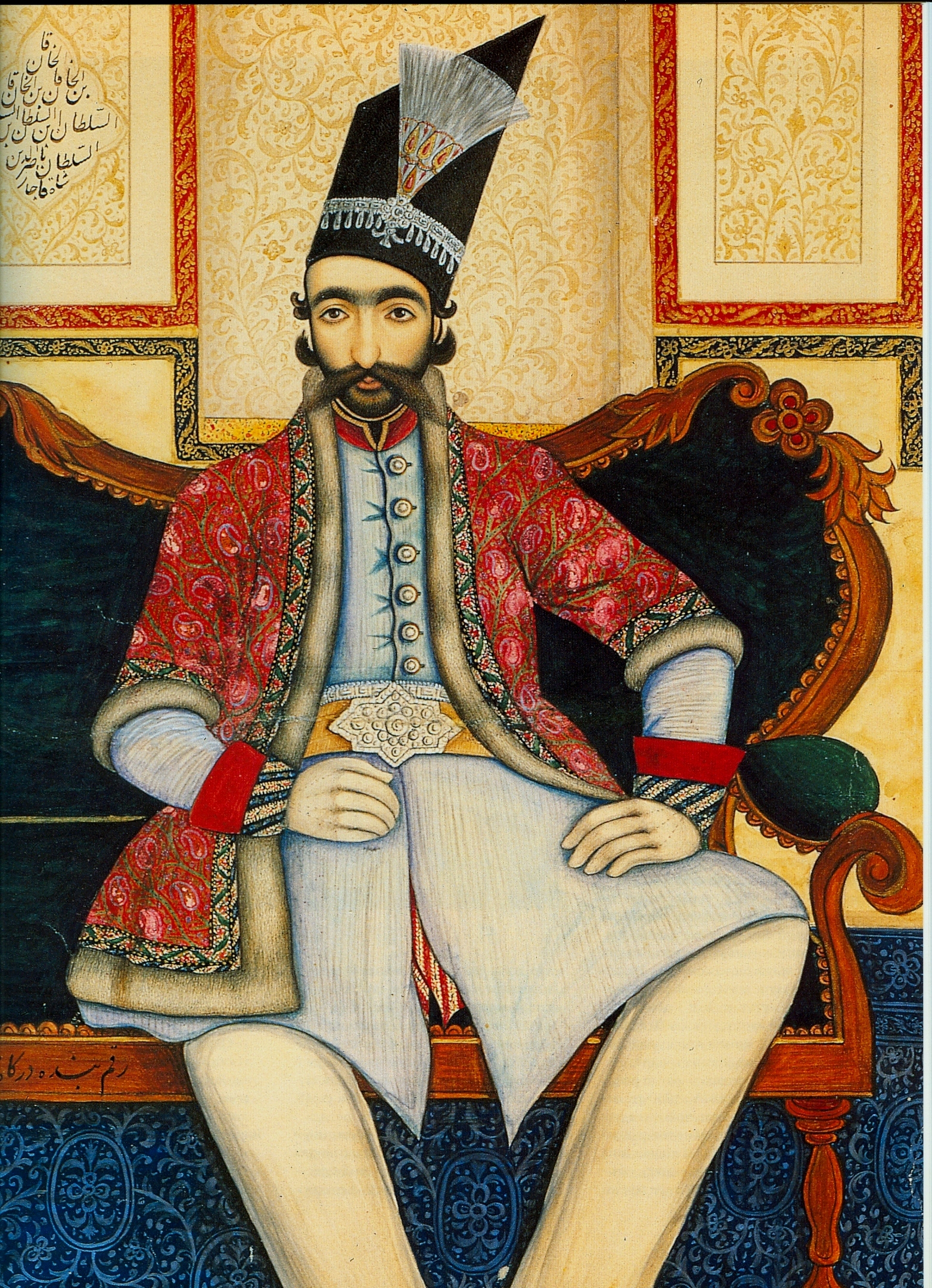
Мухаммад Ісфахані. Портрет Насир ад-Діна. 1850і роки. Ермітаж, Санкт Петербург.

З приходом нового керівничого дому стиль перського живопису істотно змінився. На ім'я керівної династії він отримав назву «каджарского», хоча повного збігу між роками правління каджарів (вони залишалися при владі до 1925 року) і часом існування каджарського стилю немає: він сформувався наприкінці XVIII століття, й існував до середини XIX ст. Каджарський стиль, що склався в Тегерані при дворі Фатх Алі Шаха, був чисто придворним по духу, еклектичним за своєю суттю, з сильною архаїзуючою тенденцією.

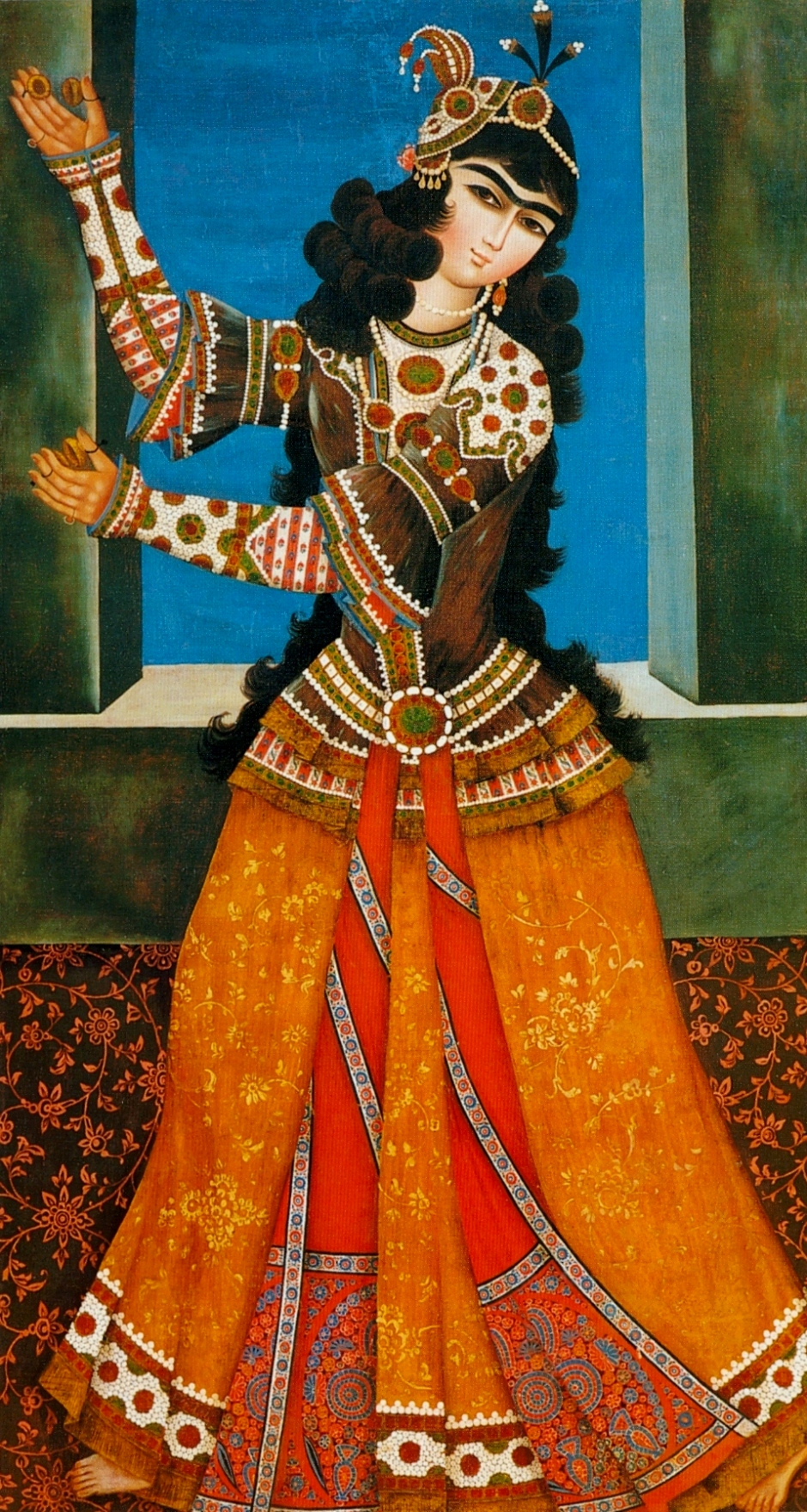
Танцівниця з кастаньєтами. 1800-1825 рр. Ермітаж, Санкт Петербург.

Європейський живопис у цей час як і раніше здійснював сильний вплив, і його поєднання з архаїзуючою культурою тегеранського двору дала такий незвичайний, але вельми цікавий результат. Деяка парадність і помпезність стали притаманні навіть такому, по суті, ліричному жанру, як зображення красунь. Для ранньокаджарських картин характерні площинне трактування простору і форм, локальність кольору, велика роль орнаменту — на них з особливою ретельністю виписані візерунки тканин і прикраси.
У п.п. XIX століття і раніше створювалася книжкова мініатюра. Відомо кілька добре ілюстрованих варіантів «Шахнаме» та інших творів. Стиль їх мініатюр далекий від перської класичної традиції.
Друга половина XIX століття демонструє повну перемогу європейського мистецтва. В Ірані були відкриті школи живопису, в яких викладали європейські майстри, або перські художники, котрі навчалися в Європі. Центральною фігурою цього періоду слід вважати художника Камаль-оль-Молька, який творив у зовсім європейській манері, близькій російським передвижникам. Героями його численних картин були як представники аристократії, так і простого народу. Інша велика фігура — Абуль-Хасан Гаффарі, який п'ять років навчався живопису в Італії й заснував після свого повернення в Іран в середині XIX століття школу образотворчого мистецтва. Основним жанром др.п. XIX століття залишався портрет. Художники в зображенні прагнули досягти фотографічної точності. Таке положення зберігалося до початку XX століття, коли перські художники у зв'язку із загальним відродженням інтересу до національної традиції та культурі, вже на абсолютно новій основі поряд з європейськими по стилю творами стали створювати варіації на теми давнього та середньовічного живопису. Однак цей період в історії мистецтва має іншу назву — «Сучасний живопис Ірану».

## Класичний перський живопис і навколишній світ
Перський живопис є стійкою багатовіковою традицією зі своїми художніми законами й філософією. У різний час вона по-різному впливала на мистецтво навколишніх країн і народів. Вище вже було сказано про її роль у становленні середньоазіатського живопису та монгольскої мальовничої школи. Проте її вплив на навколишній світ не обмежується тільки країнами та народами Середньої Азії та Індостану. Перський живопис мав значний вплив на розвиток книжкової мініатюри в Османській імперії.

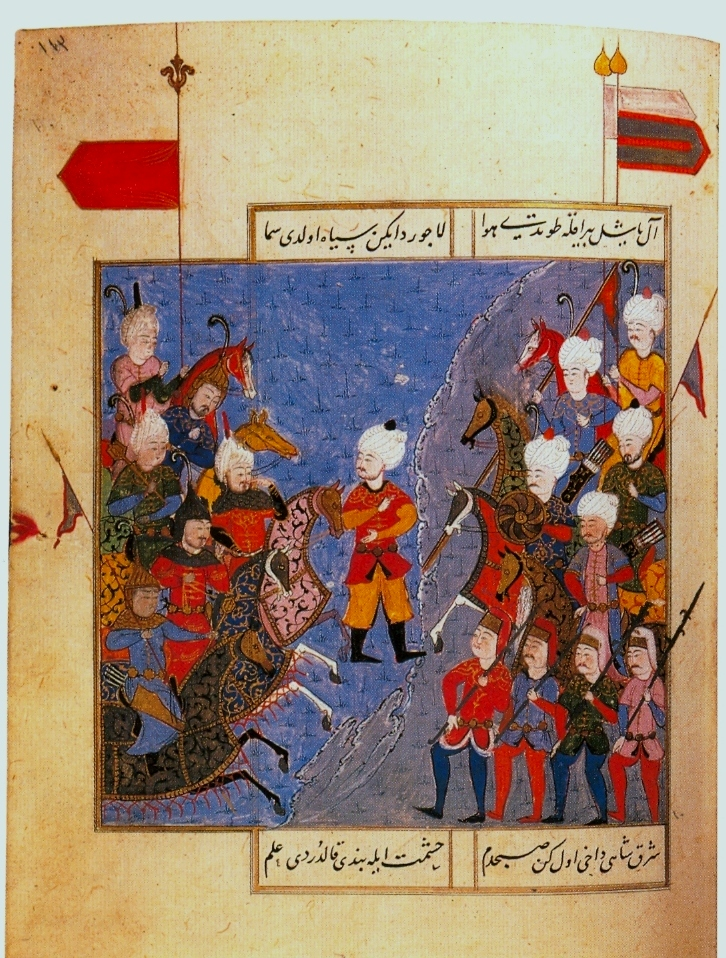
Чалдиранська битва. Мініатюра з «Селім-наме» Сукру Бітліс. 1525 р. Стамбул, Топкапи Сарай

Незважаючи на цілком правдиві історичні свідчення про те, що самаркандський художник Баба-Наккаш під час правління султана Баязида II (1481-1512) прибув до Туреччини та заснував там першу майстерню, найраніша османська книжкова продукція була орієнтована на зразки, створювані в художніх центрах держави мамлюків. Однак з часом, приблизно з 1460-х років, перський вплив в османський живопис став поступово наростати. Цей вплив посилився після Чалдиранської битви (1514 р.), у результаті якої османи захопили Тебріз і вивезли багатьох майстрів у свою імперію. Перські ілюстровані манускрипти як тімурідської епохи, так і сефевидського періоду незмінно високо цінувалися в Туреччині, а в султанських колекціях Стамбула збереглися прекрасні муракка зі зразками перського живопису і каліграфії.
Перський мініатюрний живопис вплинув на становлення азербайджанської мініатюри XIX століття, а перський живопис маслом XIX століття мав вплив на розвиток живопису Грузії та Вірменії цього періоду.

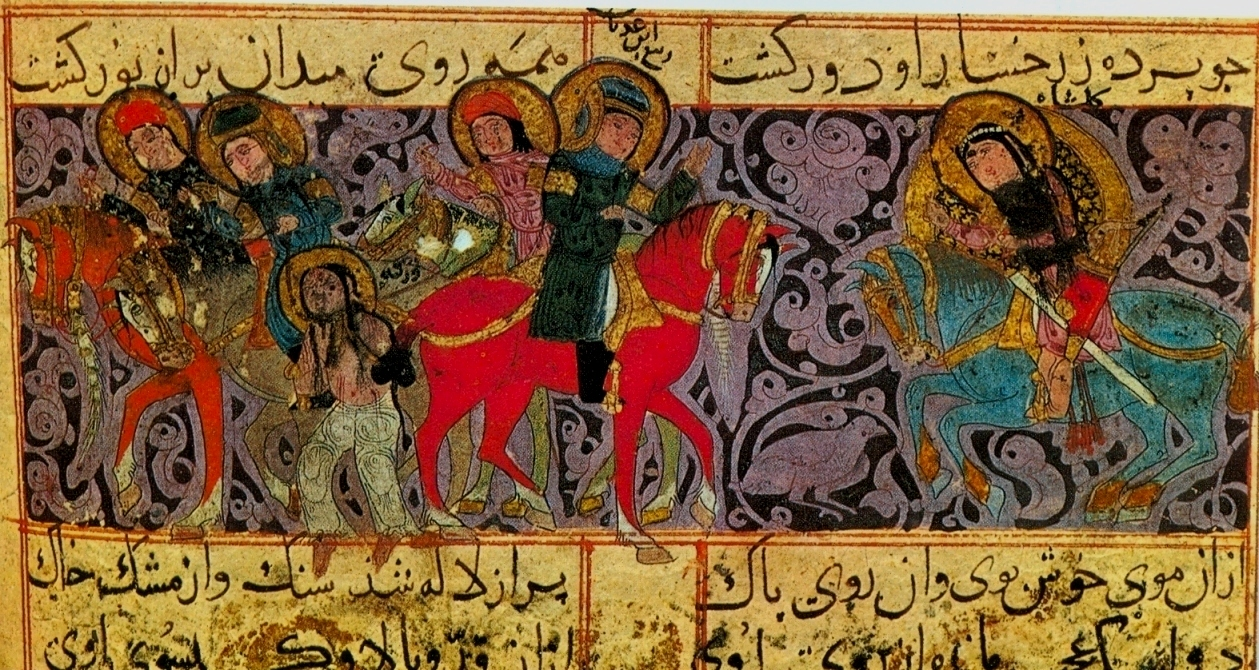
Мініатюра з рукопису «Варка і Гольша», сер. XIII ст., Топкапи Сарай, Стамбул

Поширення елементів перського мистецтва не обмежилося прилеглими країнами. Декоративний, абстрактно-прекрасний дух перського живопису проникнув до Росії, де, змішавшись із традиційними принципами іконопису, став прадідом живопису Федоскино, Палеха, Мстери. Лаковий живопис виник у Китаї в першому тисячолітті до н. е., а у XV столітті, в період правління тимуридів, проник у Середню Азію, наприкінці XVII — на початку XVIII потрапив в Європу, а звідти наприкінці XVIII століття в Росію. Один з найкращих палехських майстрів І. І. Голіков (1886-1937), створюючи сцени битв, в яких беруть участь різнобарвні коні, червоні, сині, жовті, навряд чи підозрював, що сімома століттями раніше такі ж кольорові коні населяли мініатюри перського манускрипту «Варка і Гольша» (сер. XIII століття). Навряд чи підозрював про це і К. С. Петров-Водкін, що виставив у 1912 році картину «Купання червоного коня», яка викликала безліч непорозумінь у критиків: чому червоний? Задумливий юнак, який сидить на цьому коні верхи, не фізичним виглядом, але саме своєю задумою вельми нагадує портрети таких же занурених у роздуми юнаків з перських мініатюр. Позачасовість, що відбувається, тільки посилює враження від цієї схожості.
До другої половини XIX століття перський живопис не викликав жодного інтересу в європейських колекціонерів. Відомо, що Рембрандт володів, щонайменше, двома перськими або могольськими слайдами, з яких він зробив копії, перш ніж був змушений їх продати в 1656 році. Однак, навряд чи цей факт можна вважати ознакою серйозного перського впливу на європейський живопис. Справжнє знайомство з перською мініатюрою в Європі збіглося за часом з бунтом проти застиглості академічних правил, що стався в європейському мистецтві в другі половині XIX століття. Розкута колірна гамма, відчуття затишку і комфорту, що виходить від перської мініатюри, вразили французьких художників-фовістів. Найвідоміший майстер цієї групи, один з найбільших художників XX століття Анрі Матісс, віддавав заслужену данину класичному перському живопису. Деякі його твори скоріше схожі на збільшені фрагменти перських мініатюр, ніж на класичну європейську картину.

## Список перських художників
XIV століття
- Ахмад Муса
- Шамс ад-Дін
- Джунейда

XV століття
- Амір Халіл
- Мухаммад Сіях Калам
- Шейхи
- Дервіш Мухаммад
- Абд аль-Раззак
- Бехзад

XVI століття
- Мир Мусаввір
- Дуст Мухаммад
- Касим Алі
- Шейхзаде
- Султан Мухаммед, Нізамеддін
- Мірза Алі
- Мир Сеїд Алі
- Ага Мірек
- Алі Асгар
- Музаффар Алі
- Хабібулла Мешхеді
- Мухаммад
- Шейх Мухаммад
- Абд ас Самад
- Садік Бек
- Фаррух Бек

XVII століття
- Мухаммад Алі (художник 1)
- Риза-йі-Аббасі
- Мухаммад Касим
- Мухаммад Алі (художник 2)
- Мухаммад Шафі Аббасі
- Муїн Мусаввір
- Мухаммад Юсуф
- Мир Афзал Туні
- Мухаммад Заман
- Алі-Накі
- Алі-Кулі Джаббадар

XVIII—XIX століття.
- Міхр Алі
- Абуль Хасан Гаффаров
- Камаль Оль Мольков